# Московський кремль
Моско́вський кремль — кремль що розташований в Москві. Є найдавнішою частиною міста, головним суспільно-політичним, духовно-релігійним і історико-художнім комплексом столиці Росії, офіційна резиденція президента Російської Федерації. Аж до розпаду СРСР у грудні 1991 року був офіційною резиденцією Генерального секретаря ЦК КПРС (1990—1991 роки — Президента СРСР). Розташований на високому лівому березі Москви-ріки — Боровицькому пагорбі, при впаданні в неї річки Неглинної.
Як і будь-який кремль, він звичайно становив центральну частину середньовічного міста. У плані Московський кремль — неправильний трикутник площею 27,5 га. Південна стіна звернена до Москви-ріки, північно-західна — до Олександрівського саду, східна — до Красної площі. Територіально розташований у Центральному адміністративному окрузі Москви, виділений як самостійна адміністративна одиниця.
Московська твердиня була обнесена мурами в XIV столітті. Вона займає простір 17 гектар, у ній знаходяться 4 великі собори і 12 церков, колишні царські палати, музеї та касарні.
Алессандро Ґваньїні вважав, що Московський кремль збудували за зразком Замку Сфорца в Мілані.

## Історія

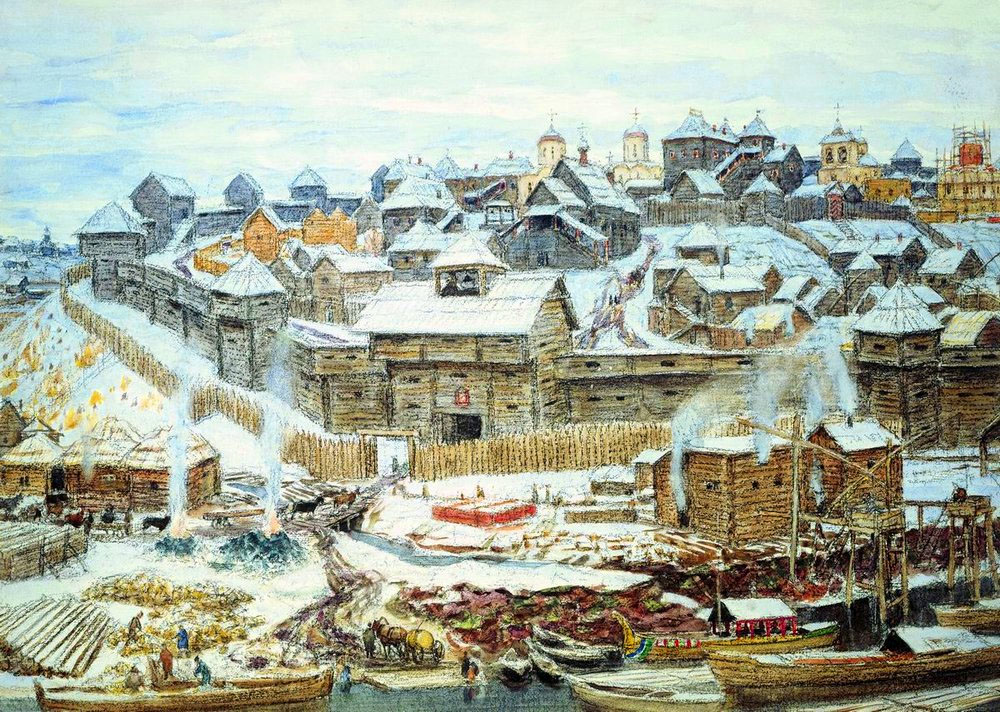
«Московський Кремль за Івана Каліти». Малюнок: А. М. Васнєцов. Папір на картоні, акварель, вугілля, олівець (1921). Музей Москви, Москва.

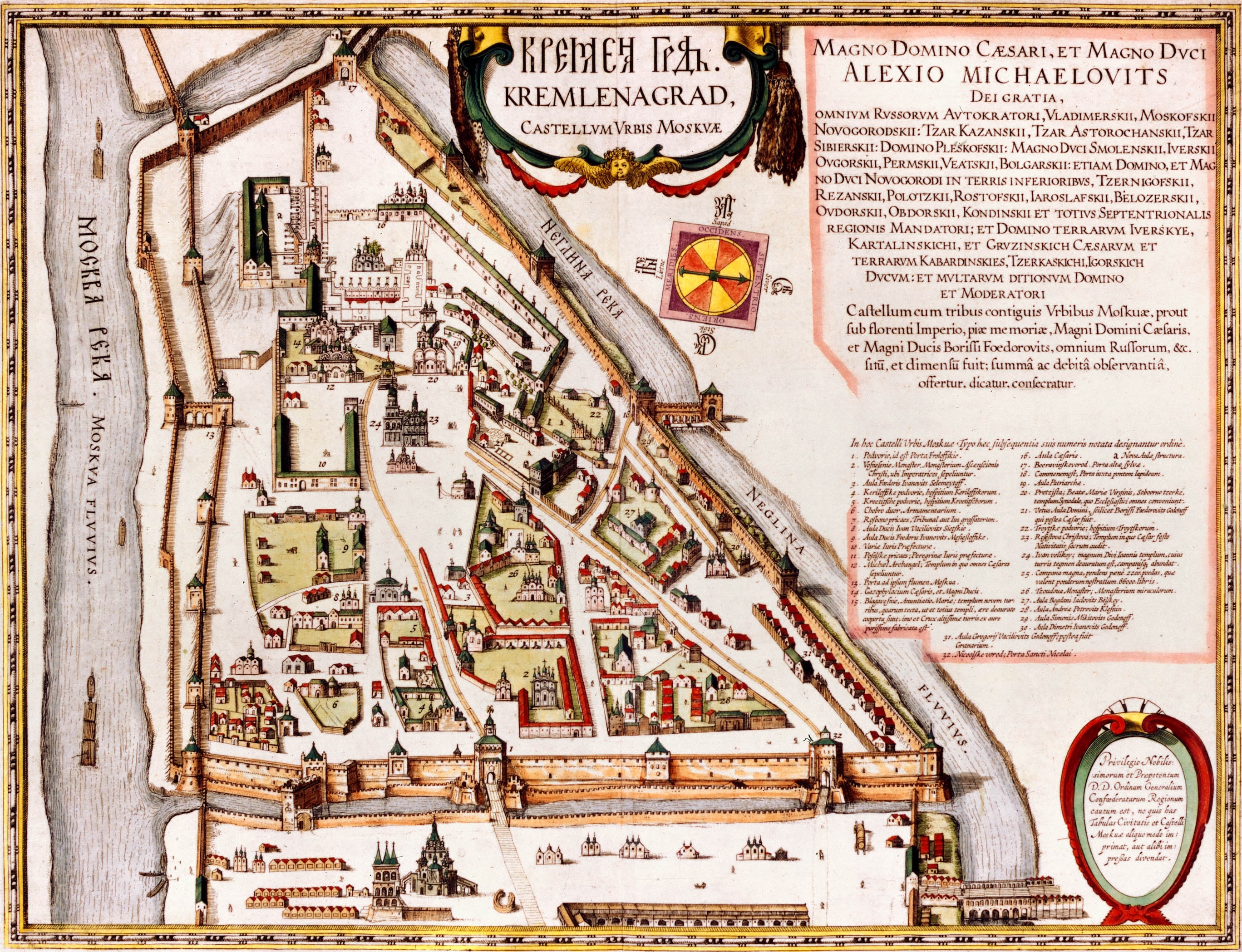
«Kremlenagrad»: Перша детальна мапа Московського Кремля (ca. 1601).

«Дитинець» — термін, яким позначають центральну/внутрішню частину давньоруського міста (переважно у працях істориків, присвячених соціально-топографічній структурі міст) або позначають городища, якщо воно має кілька ліній укріплень. На території дитинця великого давньоруського міста розміщувалися двори князів, бояр, вищого духовенства, головні храми, будувалися міський собор та єпископський двір, палацові церкви та монастирі. У XIV—XV століттях новгородські та псковські літописи застосовують термін «дитинець» майже виключно для Новгорода і Пскова, а в інших руських землях у XIV столітті термін «дитинець» виходить з ужитку: у Північно-Східній Русі йому на зміну приходить термін «кремль», у Західній Русі — «замок».
Період V—XVII століть до нового часу — до 1700-х років, — до початку капіталізму(в світі) — середини XVII століття, називається середньовіччям. Цей період є епохою феодалізму. Наскільки далеким був від справжньої монастирської ідеології тодішній світ, можна судити з того, що заможні люди іноді йшли в ченці разом із своїми рабами і навіть рабинями. З Нового часу з появою капіталізму городища втратили своє оборонне значення. Тому і датою заснування музею прийнято вважати 10 березня 1806 року. Цього дня імператор Олександр I підписав указ «Про правила управління і збереження в порядку і цілості цінностей», що перебували в Майстровій і Збройовій палаті, який завершив початий ще Петром I процес перетворення царських сховищ і майстерень у музей.
Перші письмові згадки Москви належать до 1147 року — у Чернігівському літописі (відображений у Іпатіївському літописі). Москва спочатку відігравала роль пограничної фортеці на кордонах Владимиро-Суздальського князівства з Рязанським князівством, Чернігівським князівством, Смоленським князівством та володіннями Великого Новгорода — столиці Новгородської боярської республіки. Перша літописна згадка про Москву належить до 1147 року і пов'язана із сином великого київського князя Володимира Мономаха — суздальським та ростовським князем Юрієм Долгоруким. Після того, як 1155 Юрій Долгорукий став великим князем київським, він почав будувати Москву як фортецю, про що згадується в літописі. За домонголольської доби Москва тільки на початку 1213 на короткий термін перетворилася на резиденцію четвертого сина Всеволода Юрійовича Велике Гніздо — Володимира, але центром самостійного князівства так і не стала. Перетворення Москви на столицю князівства відбулося пізніше, після татаро-монгольської навали. Після монголо-татарської навали 1237–38 правителі північно-східних руських князівств сперечалися за отримання в Золотій Орді ярлика на велике княжіння владимирське (див. Владимиро-Суздальське князівство). Із середини 14 століття його отримували переважно московські князі, які виступали посередниками між удільними князями та ханом («царем») і збирачами данини. Іван Калита, який взяв участь у придушенні антитатарського повстання 1327 року у м.Твер (нині місто в РФ), за що, як винагороду, 1328 отримав від золотоординського хана Узбека половину земель Великого князівства Владимирського, а 1332 — всю його територію. З XIV століття замість терміна «дитинець» у Великому князівстві Московському почало вживатись і закріпилось слово «кремль». Згідно з відомостями, викладеними у заповітах Івана Калити (1336, 1339), Московське князівство мало тоді невелику територію — від верхів'я річок Москва, Протва та Лужа на заході, до річки Ока на південному (усі річки — басейн Волги). Воно складалося із суміжного до Москви повіту (територія навколо міста радіусом у 40–70 км) та 55 периферійних волостей (без можайських). Найбільша кількість волостей розміщувалася у басейні нижньої течії ріки Москва (притока Оки). За великого князя московського Івана III Васильовича, з кінця 15 століття, Москва стала столицею Російської централізованої держави, важливим економічним і культурним центром. У типовому дитинці великого давньоруського міста розміщувалися двори князів, бояр, вищого духовенства, головні храми. Тільки у великих містах стояли прекрасні кам'яні церковні споруди. Престиж середньовічного міста визначався кількістю церков, їх багатством, кількістю монастирів, що тулилися до міських стін.
За переказами, першу дерев'яну фортецю кремль збудували в 1156 році за велінням князя Юрія Долгорукого. Місцем побудови кремля було обрано пагорб при впаданні річки Неглинної в річку Москву, і кремль мав захищати гирла двох судноплавних річок — Яузи й Неглинної. Найдавніший Московський кремль займав територію близько 3-4 га. Окрім дерев'яних стін, його захищали рови й земляні вали. В 1237 році під час татарської навали Кремль був зруйнований, а пізніше відновлений. З 1264 року Кремль був резиденцією князів Москви. За великого князя Дмитрія Донського дубові стіни міста були замінені на білокам'яні (1366—1368). У цей період площа Кремля збільшилася майже до сучасних розмірів.
В 1365 році у східній частині Московського кремля митрополитом Олексієм був заснований Чудов монастир в 1365 році в пам'ять про чудесне зцілення від сліпоти Тайдули — матері хана Золотої Орди Джанібека. В 1653 в Чудовому монастирі Єпіфаній (Славинецький) заснував першу в Москві греко-латинську школу і був її ректором.
| Чудов монастир (рос. Чудов монастырь) |                                                             |  |                                                                       |  |                                                                   |
| | Чудов монастир у плані «Кремленград» початку XVII століття. |  | Вид і план Чудова монастиря початку XVIII століття. Рисунок 1897 року |  | Чудов монастир. Фотографія з альбому Миколи Найдьонова, 1882 рік. |
| | Собор та дзвіниця монастиря, 1882 р.                        |  | Собор Чудова монастиря, близько 1890 р.                               |  | Вид на Чудов монастир, 1920-ті роки.                              |
| Монастир знищений більшовиками в 1929 році. Монастирські церкви: - Собор Чуда Архістратига Михаїла в Хонех був збудований у 1503 році. - Церква Святителя Алексія була збудована у 1686 році. У ній відбувалися архієрейські та соборні богослужіння. З 1820-х років у церкві зберігалися трофеї Російсько-Перської войни. Інтер'єр прикрашав бронзовий іконостас, створений 1839 року архітектором М. Д. Биковським. Храм з'єднувався переходом із Малим Миколаївським палацом. За переказами, яких дотримувалися в монастирі і в XX столітті, в Олексіївську церкву допускалися тільки чоловіки, а жінкам потрібно було молитися в Благовіщенській. - Церква Благовіщення Пресвятої Богородиці було зведено одночасно з Олексіївською церквою. Перед ними були влаштовані великі трапезні, а з Іванівської площі два різні входи, щоб ті, що приходили вклонитися мощам святителя Алексія, що містилися під аркою, що об'єднувала обидві церкви, молилися окремо. У храмі була шанована в народі ікона святого Миколая Чудотворця. Над церквою Благовіщення була монастирська ризниця. - Церква Святого Апостола Андрія Первозванного примикала до церков Святителя Олексія та Благовіщення, з якими була побудована в один час. Згодом скасована; відновлена за митрополита Макарії (Булгакова). - Церква Преподобного Сергія Радонезького. - Церква Святителя Іоасафа Білгородського. - Церква Святителя Гермогена. |                                                             |  |                                                                       |  |                                                                   |

### У Великому Московському князівстві (кінець XVст.— до 1547р.)

План Москви із книги Сигизмунда Герберштейна «Записки про московитські справи», видання 1556 року. Показано Кремль та його околиці.

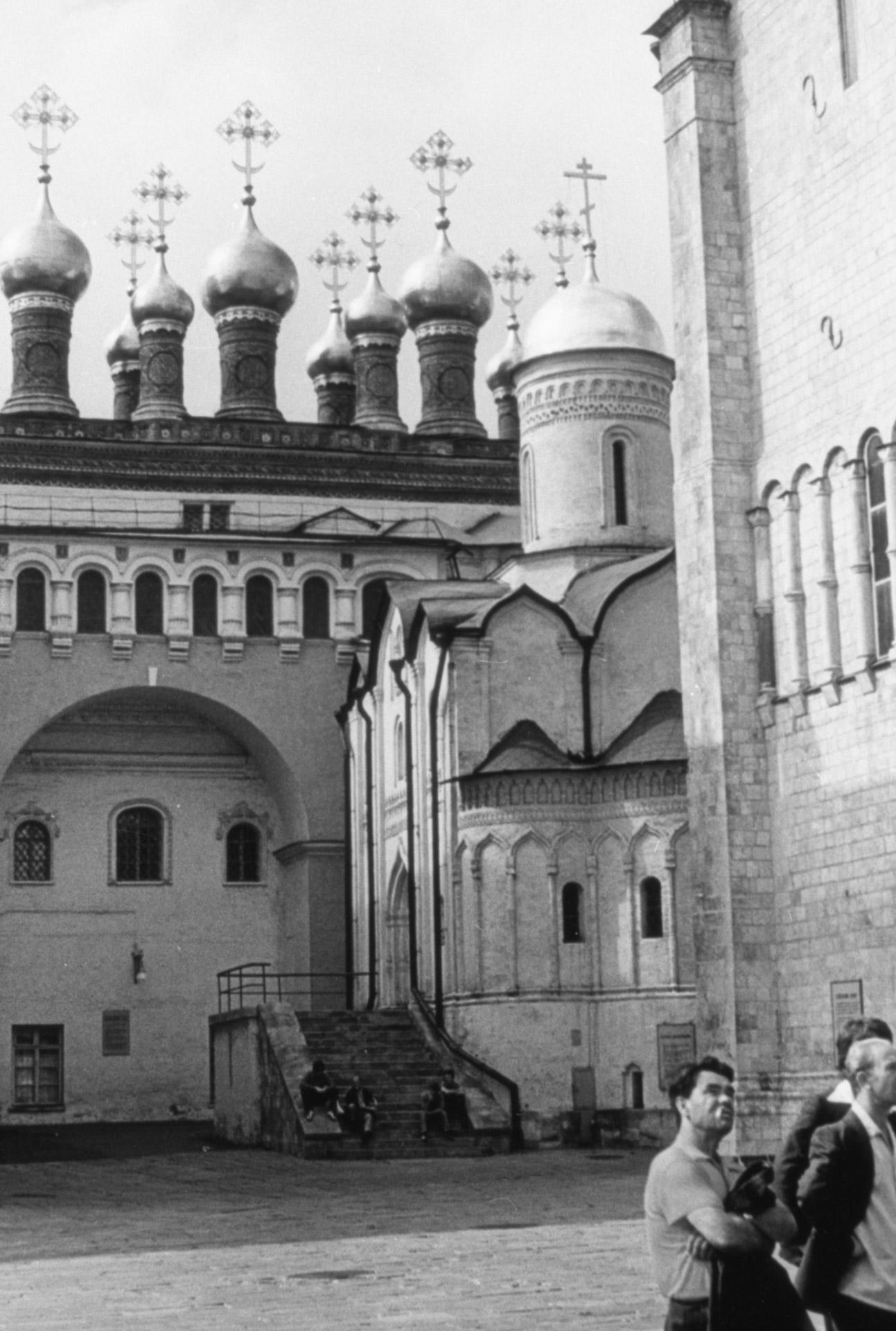
Церква Ризоположення (Московський кремль). Збудована в 1484—1485 роках. Після пожежі 1547 року відновлена. У другій пол. XVI ст. деякі портали храму замінили цегляними. Фото 1979 року.

У другій половині XV століття Московський кремль перебудовували за участю італійських архітекторів і він значною мірою знайшов свій сучасний вигляд. Центром його стала Соборна площа з розташованими на ній Успенським (1475—1479) і Благовіщенським соборами (1484—1489), Грановитою палатою (1487—1491), Архангельським собором (1505—1508) — усипальницею російських князів і царів, і дзвіницею Івана Великого.
У другій половині XV століття, за Івана III Великого, почалася докорінна перебудова Московського Кремля. Першим почали будувати новий Успенський собор, бо старий, на той час уже сильно занепав. Будівництво в 1471 спочатку було доручено російським зодчим Кривцову і Мишкіну, проте доведена до склепінь будівля впала.
Одночасно із спорудженням Великокняжого палацу та оновленням кремлівських храмів йшло будівництво нових Кремлівських стін та веж. Починаючи з 1485 року протягом цілого десятиліття під керівництвом італійських архітекторів білокам'яні прясла стін і башти розбирали, а на їхньому місці зводили нові з обпаленої цегли. Площа фортеці була збільшена за рахунок приєднання значних територій на північному заході та досягла 27,5 га.
Мури Московського кремля, що існують нині, і вежі Кремля побудовані в 1485—1495 роках. Загальна протяжність мурів Кремля — 2235 м, висота від 5 до 19 м, товщина — від 3,5 до 6,5 м. Уздовж мурів розташовано 20 веж. Три вежі (Водозвідна, Беклемішевська і Наріжна Арсенальна) мають круглий перетин, інші — квадратний.
Наприкінці XV століття великий князь Іван III влаштував Великокнязівський сад, який згодом став називатися Царським.
Відомі набережні кам'яні «красні сади» — Верхній і Нижній в Московському Кремлі:
- Верхній сад, шириною 16 метрів і довжиною 124 метри, вміщувався на склепіннях двоярусного кам'яного «Запасного двора», де зберігались хліб і сіль.[12] Кам'яна огорожа з вікнами і різьбленими решітками в них оточувала сад[12]. По обидві сторони підносились дві «вишки-тереми» (рос. «чердаки»-терема), розписані узорами.[12] У саду розміщувались шість оранжерей, в різних місцях саду розташовувалися фонтани, а біля саду була вежа з водопідйомною машиною.[12]
- Нижній сад розташовувався на схилі Кремлівської гори і також на склепіннях погребів.[12] Площа саду була 28 х 48 метрів. Планування саду було виконане в голландському стилі. В саді знаходився ставок, викладений свинцевими дошками; на цьому ставку одиннадцятирічний Петро Перший вчився «мореплавству».[12]

У Кремлівських садах росли фруктові дерева, ягідні кущі, лікарські трави, овочі. Ще в Кремлі знаходились «сади, що на сінях», тобто, верхові, висячі.
| Успенський собор (Московський Кремль) |                                                                                            |  | |  | |
| Будівництво 1475—1479 роки.           |                                                                                            |  | |  | |
|                                       | Закладення Успенського собору та перенесення мощів святителя Петра Іоанном III (рис. 1897) |  | Успенський собор Москви. Фото 1883 року із «Найденов Н. А. Москва. Соборы, монастыри и церкви. Ч. I: Кремль и Китай-город. М., 1883». |  | Успенський собор Московського Кремля у XIX столітті. Картина Генрі Чарльза Брюера. |
|                                       | Північні двері собору                                                                      |  | Успенський собор, Москва. Вигляд південної частини фасаду. Фото 2003 року.                                                            |  | Царське місце в Успенському Соборі. Фото 2005 року. Перед іконостасом біля південної стіни розташований високий намет, виготовлений з горіхового та липового дерева. Він спирається на фігури чотирьох звірів із притиснутими вухами та вишкіреними зубами та досягає 6,5 метра у висоту. Усі елементи трону рясно декоровані різьбленими орнаментами: рослинними, квітковими, зображеннями птахів та тварин. Стіни четверика прикрашають дванадцять дерев'яних барельєфів. Восьмигранний купол декорований трьома рядами кокошників та увінчаний двоголовим орлом. Фриз покритий написами зі Святого Письма. |

У 1508 році вздовж стін був виритий Алевізів рів, вода в який надходила з Неглинної. Кремль остаточно перетворився на неприступну, оточену водою з усіх боків фортецю, відокремлену від міста, що розрослося на той час. При реставрації стін та веж у 1946—1950 роках та у 1974—1978 роках усередині їхньої цегляної кладки, у нижніх частинах та фундаментах були виявлені білокам'яні блоки, використані як забутовка.
За Василія III Івановича (1505–33) розвивалися тенденції політичного розвитку, що набули поширення за Івана III (1462—1505). Культурний розвиток Московської держави цього часу характеризується поступовим виходом із занепаду і стагнації 14–15 століть, відновленням контактів із західноруським та західноєвропейським світом. Проте ці зв'язки позначилися передовсім в ідеологічній та монументальній сферах, пов'язаних із новим державним статусом: розробкою ідеї спадковості Візантії та Москви — «Третього Риму», створенням урочистого ансамблю московського Кремля (1470—1505) за допомогою іноземних майстрів.
Після битві під Клушиним коронний гетьман Станіслав Жолкевський зайняв Кремль на прохання бояр.
| Архангельський собор (Москва) (Собор святого Архістратига Михаїла) | |  |                                                                                              |  |                                           |
| Будівництво 1505—1508 роки. Достовірних даних про час появи в Кремлі собору не збереглося. Існує припущення про те, що перша дерев'яна церква на честь архангела Михаїла була побудована у Кремлі князем Михайлом Ярославовичем, братом Олександра Ярославовича Невського, який у 1247—1248 роках був московським князем. Однак більш обґрунтованою є гіпотеза, що пов'язує виникнення цього Собору із загальною для Московщини традицією княжого храмобудівництва. Першим достовірним повідомленням про Архангельський собор є літописні дані про будівництво у 1333 році Іваном Калітою кам'яної церкви на честь архангела Михаїла, зведеної протягом одного року. | |  |                                                                                              |  |                                           |
| | Східний фасад Архангельського собору на картині Джакомо Кваренгі, 1797                                       |  | Архангельський собор, 1882                                                                   |  | Фото з журналу рос. "Родина".             |
| | Москва. Вид на Кремль від річки. Іванівська площа. Початок 1920-х. На фото можна знайти Архангельський собор |  | Архангельський собор в Московському кремлі. Вигляд північно-східної частини. Фото 2014 року. |  | Архангельський собор московського кремля. |

### Російське царство (1547—1721)
Зміна назви пов'язана зі зміною статусу у 1547 році великий князь московський Іван IV Грозний був помазаний на царство і прийняв титул рос. "великий государь, Божиею милостию царь и великий князь всеа Русии, Владимирский, Московский, Новгородцкий, Псковский, Резанский, Тверский, Югорский, Пермский, Вятцкий, Болгарский и иных", наступними роками розширений: рос. "царь Казанский, царь Астраханский, царь Сибирский", "и всеа Северныя страны повелитель".
| Собор Покрови Пресвятої Богородиці, що на Рову (Собор Василя Блаженного; 1555–61) |                                                                                        |  | |  |                                                                               |
| Будівництво храмів біля Кремлівської стіни на честь здобутих військових перемог почалося з Василія III Івановича, який наказав збудувати храм в ім'я «Походження чесного Хреста Господнього»(свято) на честь взяття ним Смоленська та присвятив його престоли тим святам та святим, дні пам'яті яких припадали на дні перемог. |                                                                                        |  | |  |                                                                               |
| | Будівництво собору. Мініатюра Лицьового літописного зводу XVI століття                 |  | ЧСобор Василя Блаженного з «Книги про обрання царство царя і великого князя Михайла Федоровича», 1672—1673 роки |  | Картина Джакомо Кваренгі «Покровський собор та Спаська вежа Кремля», 1797 рік |
| | Зображення Святого Василя Блаженного біля Покровського собору зроблено до XIX століття |  | Покровський собор ~1835 року (малюнок Карла Рабуса «Храм Василя Блаженного»)                                    |  | Панорама Москви 20-х років XIX століття                                       |

### Російська імперія (1721—1917)

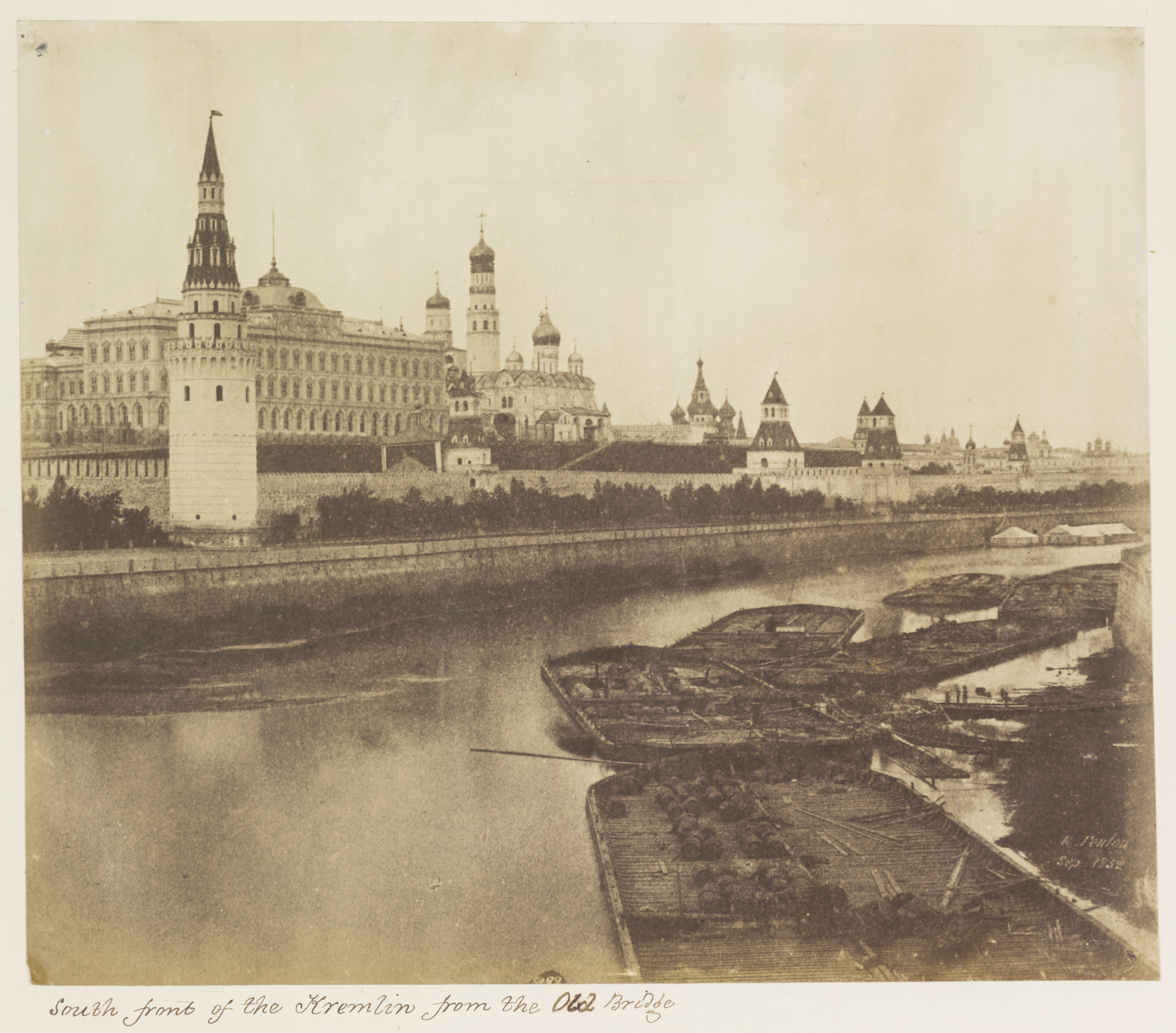
Вид з південного боку Кремля. 1852 рік

1812 року Москва і Кремль були захоплені армією Наполеона. Кремлівські храми були розграбовані французькими солдатами, а багато будівель постраждали від проведених за наказом Наполеона вибухів. Проте вже в 1813 році більшість храмів були приведені в порядок.
1817 року на Іванівській площі влаштували плац для військового параду, для чого в одну ніч було розібрано стародавній храм Миколи Гостунського. У 1823 році за проектом В. П. Стасова надбудували царський палац, який знову виявився малий, і вже в 1824 куплений раніше скарбницею митрополита був також надбудований і став з 1831 року називатися Малим Миколаївським палацом. На початку 1830-х років розпочалися реставраційні роботи на стародавніх пам'ятниках Кремля. Одним із перших академіком Ф. Г. Солнцевим та архітектором П. А. Герасимовим був відновлений у 1836—1849 роках Теремний палац. У 1836 році архітектор О. Монферран підняв і встановив на спеціальному постаменті Цар-дзвін, що впав у пожежу 1737 і пролежав весь цей час в ямі.
1830-ті роки ознаменувалися новим великим будівництвом. У 1839—1849 роках за проєктом архітектора Костянтина Тона на місці стародавніх царських хоромів був побудований Великий Кремлівський палац. У 1844—1851 роках також за проєктом Тона на місці церкви Різдва Іоанна Предтечі зведено нову будівлю Збройової палати; стару палату перебудували на казарми.
У 1858 роках периметр території Москви дорівнював 40 верстам, а довжина її від південного заходу (з Воробйових гір) на північний схід (до Преображенської застави) складала 13 верст, а ширина від сходу до заходу — 8,5 версти. Довжина річки Москва від витоків до гирла — 420 верст. В той час смертність у Москві перевищувала народжуваність, і приріст населення відбувався головним чином за рахунок притоку ззовні. У XVII—XIX століттях в Кремлі велося активне будівництво світських будівель.
У другій половині XIX століття якихось суттєвих перебудов у Кремлі не проводилося, за винятком реставрації Н. А. Шохіним Потішного палацу, що повернула будівлі вигляд XVII століття.

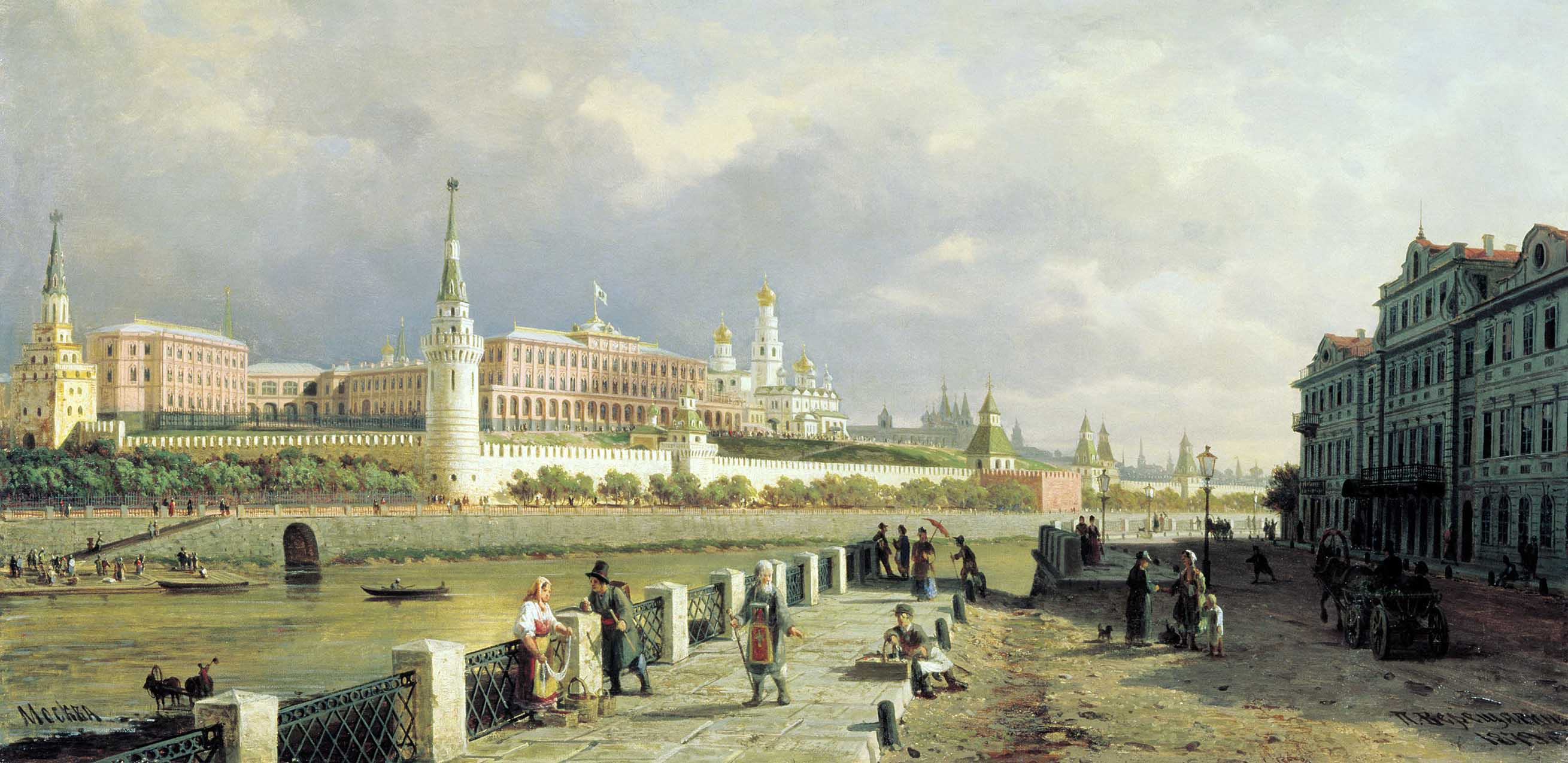
П.П. Верещагін. «Вигляд Московського Кремля». 1879. Полотно, олія.
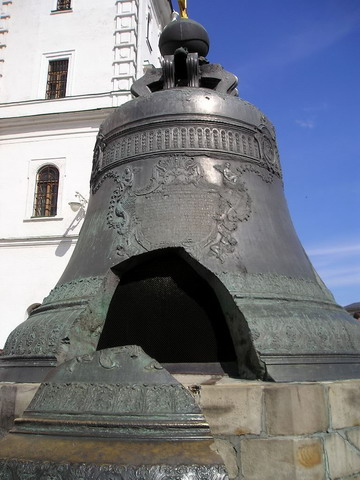
Цар-дзвін
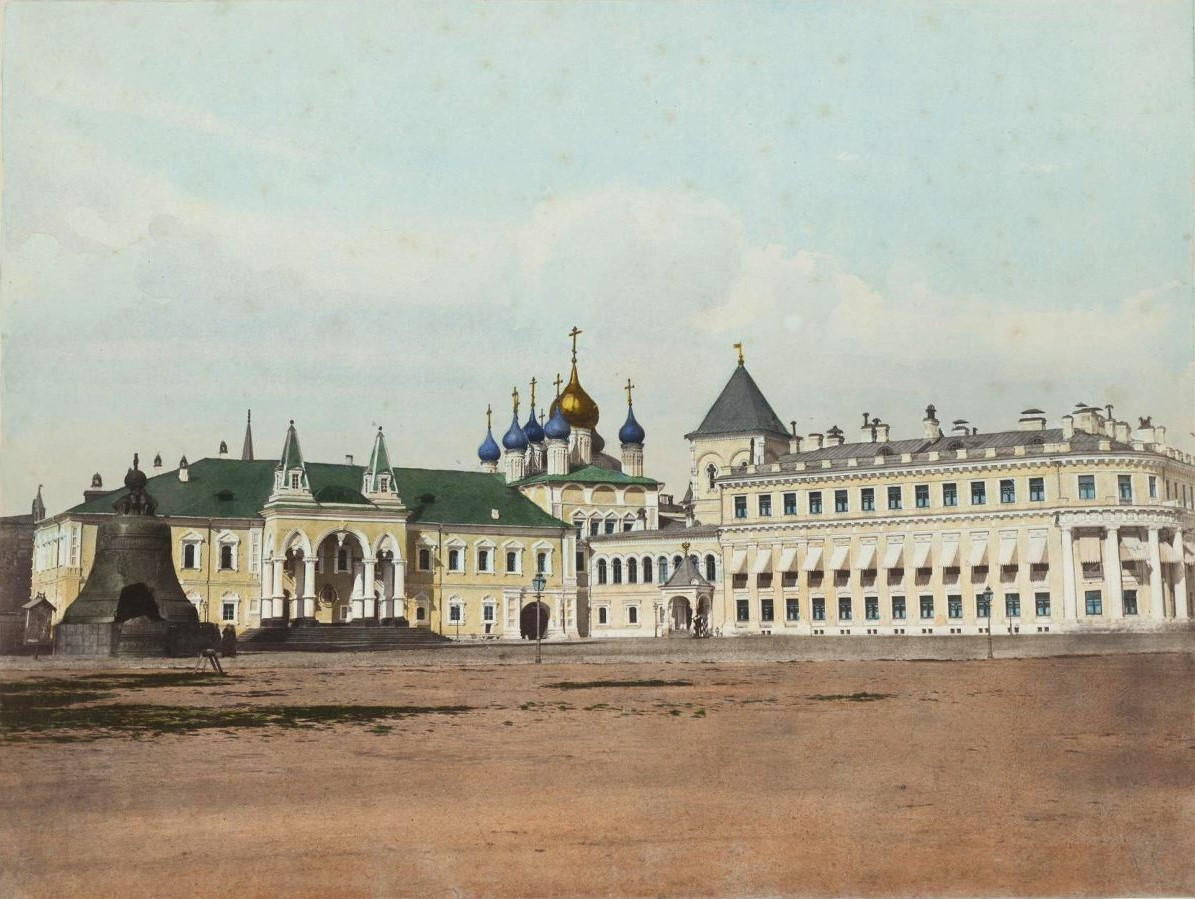
Вид на Чудовий монастир і Малий Миколаївський палац. Розмальоване фото 1880-ті роки.
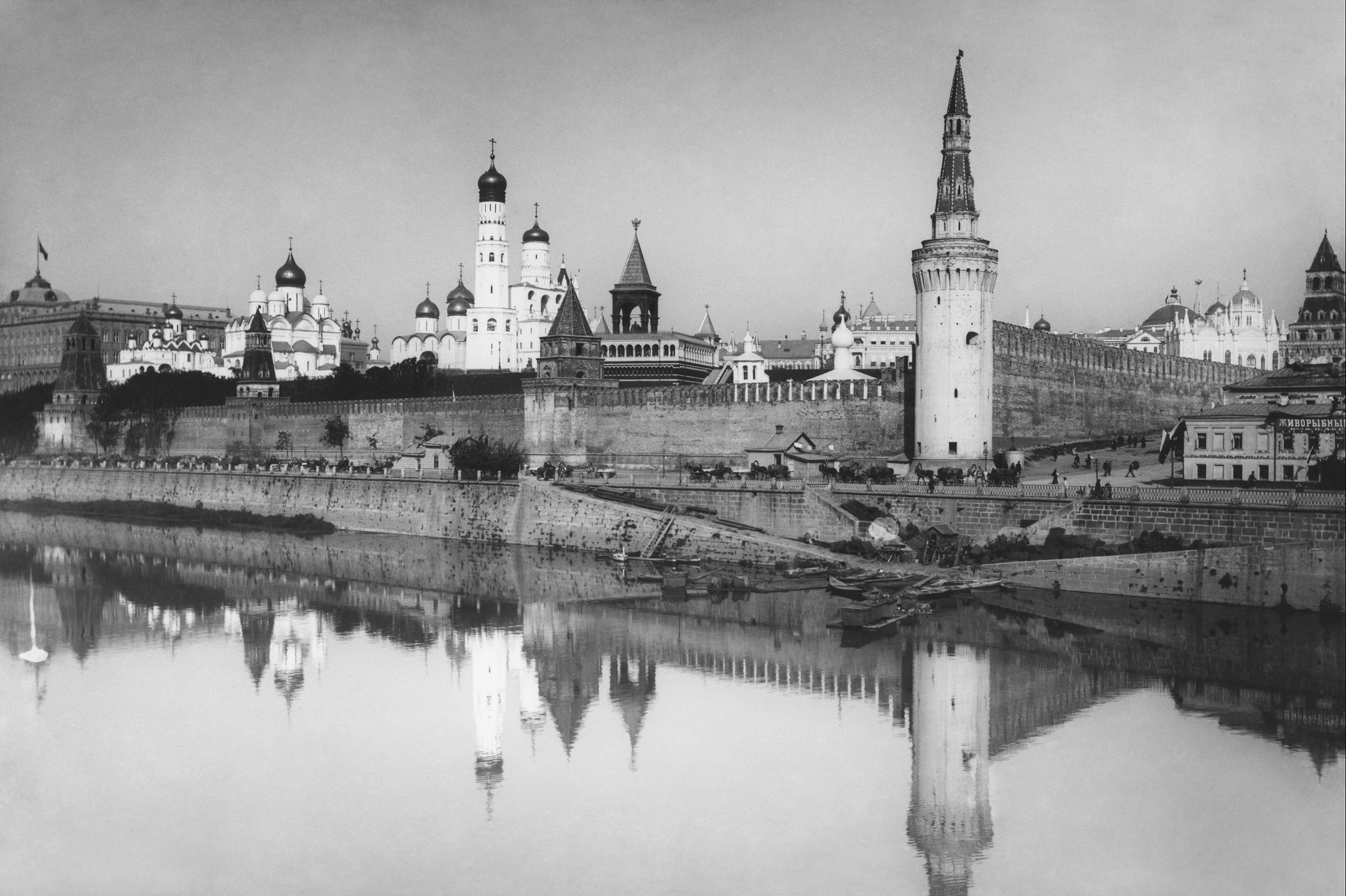
Вид на Кремль з Москворецького мосту, 1898
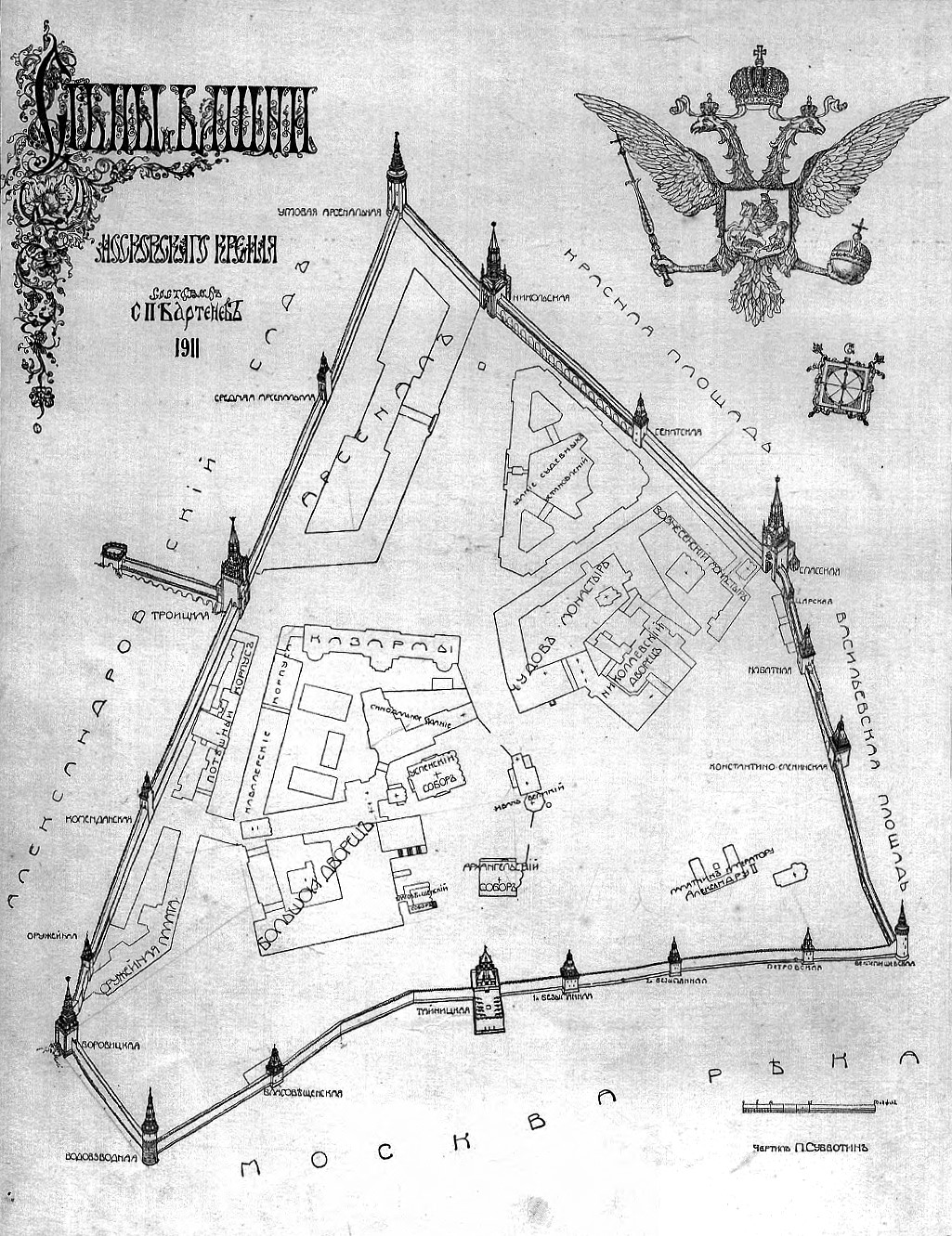
План Кремля 1911 року. (Із друкованого видання 1912 року)

### В часи Російської Республіки (1917–18)

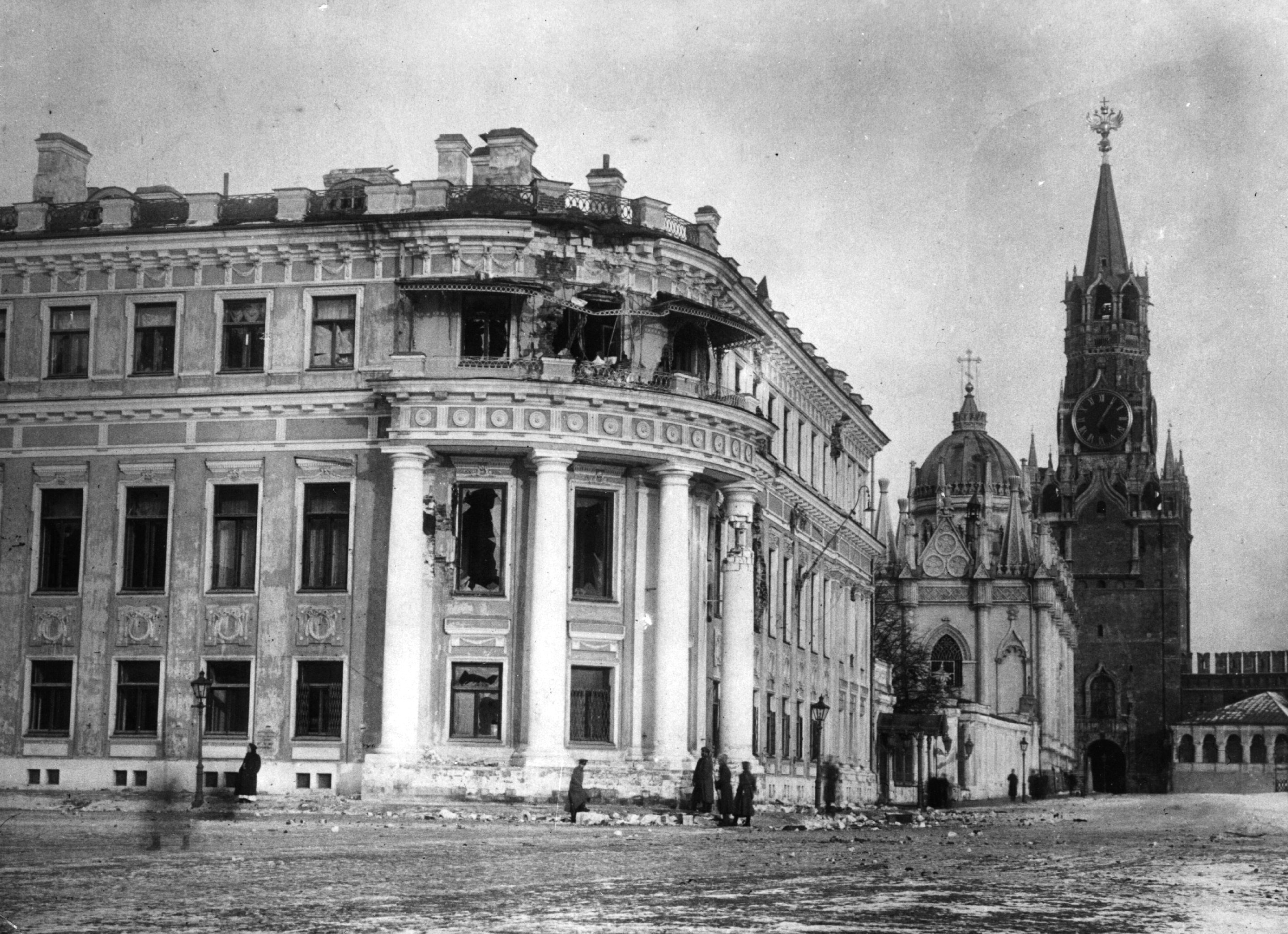
Малий Миколаївський палац (знищений у 1929) після обстрілу більшовиками в жовтні 1917 року

Під час збройного перевороту в жовтні — листопаді 1917 року Кремль, на території якого перебували загони юнкерів, серйозно постраждав від артилерійського обстрілу військ заколотників. Були сильно пошкоджені стіни, Спаська вежа і Спаський годинник, Нікольська й Беклемішевська вежі, майже всі храми на території Кремля, великої шкоди було завдано Малому Миколаївському палацу.
В березні 1918 року в Кремль переїхав радянський уряд на чолі з Володимиром Леніним. Його резиденцією та місцем проживання керівників радянської держави стають палаци та кавалерські корпуси, у зв'язку з чим вільний доступ на територію Кремля для пересічних москвичів опиняється під забороною.

### Російська Соціалістична Федеративна Радянська Республіка (1918–36)
За час радянської влади Кремль був перефарбований з білого кольору в червоний, на місці орлів на вершинах веж були встановлені зірки, біля його стін було створено некрополь відомих радянських діячів разом з мавзолеєм Леніна, було знищено багато історичних, архітектурних і культурних пам'яток.
У 1918—1919 роках під керівництвом архітектора Н. В. Марковнікова пройшла реставрація стін та веж Кремля.
На планах Кремля на початку XX століття можна розрізнити 54 споруди, що стояли всередині Кремлівських стін. Більше половини з них — 28 будівель — вже не існують. У 1918 році за особистої участі Леніна було знесено пам'ятник великому князю Сергію Олександровичу. Цього ж року було знищено пам'ятник Олександру II. У середині 1920-х років біля Спаської, Микільської та Боровицької веж знесено часовні при надбрамних іконах.
У 1922 році під час кампанії з «вилучення церковних цінностей» із кремлівських соборів було вилучено понад 300 пудів срібла, понад 2 пуди золота, тисячі дорогоцінного каміння, раку патріарха Гермогена з Успенського собору. Великий Кремлівський палац стали пристосовувати під проведення з'їздів Рад та конгресів III Інтернаціоналу, у Золотій палаті розмістили кухню, у Грановитій — громадську їдальню. Малий Миколаївський палац перетворився на клуб працівників радянських установ, у Катерининській церкві Вознесенського монастиря було вирішено влаштувати спортзал, у Чудовому — кремлівську лікарню.
У 1929—1930 роках було повністю знесено два стародавні кремлівські монастирі, Чудов і Вознесенський, з усіма храмами, церквами, часовнями, некрополями, службовими спорудами, а також Малий Миколаївський палац, що примикав до Чудового монастиря, де знаходився штаб юнкерів.
1933 року була зламана Церква Благовіщення на Житному дворі, прибудована до Благовіщенської вежі у XVIII столітті. У цьому ж році було знищено найдавніший храм Москви — Собор Спаса на Бору, що розташовувався у внутрішньому дворі Великого кремлівського палацу. У 1934 році на його місці було збудовано 5-поверховий службовий корпус.
У 1920—1930-х роках приміщення біля Московського Кремля використовувалися і як житлові: у яких проживали керівники Радянської держави, комуністичної партії, співробітники кремлівської комендатури. У 1920 році в Кремлі було прописано 2100 осіб, до 1935 їх кількість знизилася до 374 осіб.
У 1935 році двоголові орли, які вінчали головні проїзні вежі Кремля: Спаську, Микільську, Троїцьку та Боровицьку, були замінені на зірки із золоченої міді, вкриті уральськими самоцвітами. 1937 року самокоцвітові зірки були замінені на зірки з рубінового скла. Рубінова зірка вперше була встановлена і на Водовзводній вежі.
Зруйновані пам'ятники Московського Кремля за радянської влади: Афанасьєвський монастир (до 1917 року, наприкінці 18 століття), пам'ятник Олександру II (у 1918), пам'ятник великому князеві Сергію Олександровичу (у 1918), каплиця біля Боровицьких воріт (у 1920х), церква Костянтина та Олени на Подолі (у 1928), каплиці біля Спаської брами (у 1929), каплиці біля Микільської брами (у 1929), Малий Миколаївський палац (у 1929), Вознесенський монастир (у 1929), Чудів монастир (у 1929—1932), Стрільниця Тайницької вежі (у 1930), Собор Спаса на Бору (у 1933), Церква Благовіщення на Житньому дворі (у 1932—1933), стара Оружейна палата (у 1959).

### Російська Радянська Федеративна Соціалістична Республіка (1936–91)
У 1935–1937 роках двоголові орли, що вінчали головні вежі Кремля, були замінені на зірки з рубінового скла (відстань між кінцями променів 3-3,75 м). Автор проєкту створення (1936) (та реставрації у 1945 р.) Рубінових зірок — народний художник СРСР Ф. Ф. Федоровський.
У 1959–1961 роках був побудований Кремлівський Палац з'їздів (нині — Державний Кремлівський палац) на місці знищених архітектурних пам'яток (зокрема, Стара Оружейна палата).
Станом на 1939 в Кремлі постійно проживала 31 людина, в тому числі І. В. Сталін, К. Є. Ворошилов, В.М Молотов, Л. М. Каганович, А. І. Мікоян, М. І. Калінін, А. А. Жданов, А. А. Андрєєв, Н. А. Вознесенський, родичі В. І. Леніна, Ф. Е. Дзержинського, Г. К. Орджонікідзе та ін. Як місце постійного проживання Кремль використовувався до кінця 1950-х років. Останнім, що переселився з Кремля, був К. Є. Ворошилов, який жив там із сім'єю до 1962 року.
З 1955 року Кремль частково відкритий для відвідування, ставши музеєм просто неба.
У ході реставраційних робіт кінця 1960-х — початку 1970-х років глиняна черепиця на вежах Кремля була в багатьох місцях замінена металевими листами, розфарбованими «під черепицю». Крім того, у зв'язку із спорудженням меморіалу «Могила Невідомого Солдата» частина поверхневого шару стіни між Кутовою та Середньою Арсенальною вежами була стесана на глибину 1 м і потім викладена знову для створення монотонної за кольором та фактурою поверхні, покликаної служити фоном меморіалу.
У 1990 році Кремль був включений до списку всесвітньої спадщини ЮНЕСКО.

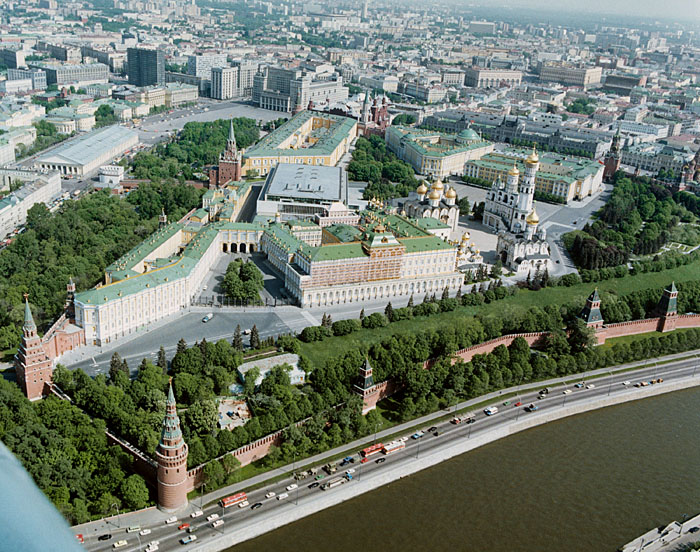
Московський кремль з висоти пташиного польоту. Вид з боку Москви-річки. Фото 1987 р.
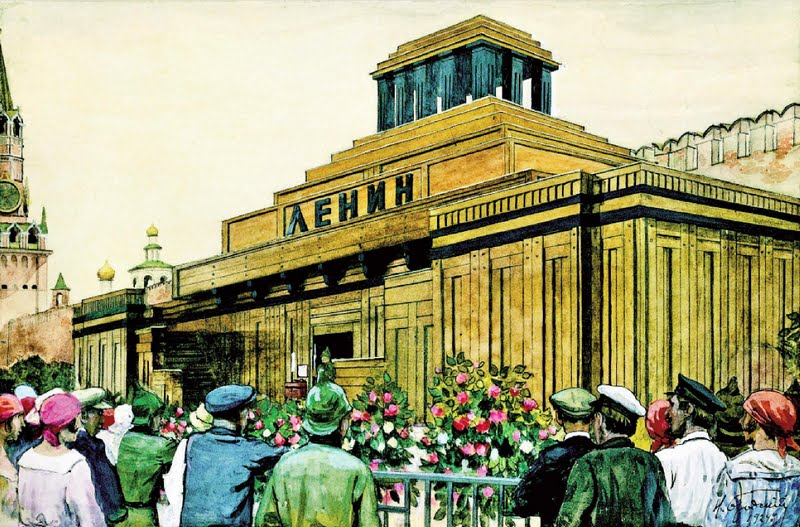
Ісаак Бродський. «Біля мавзолею В.І. Леніна». Малюнок 1924 р.
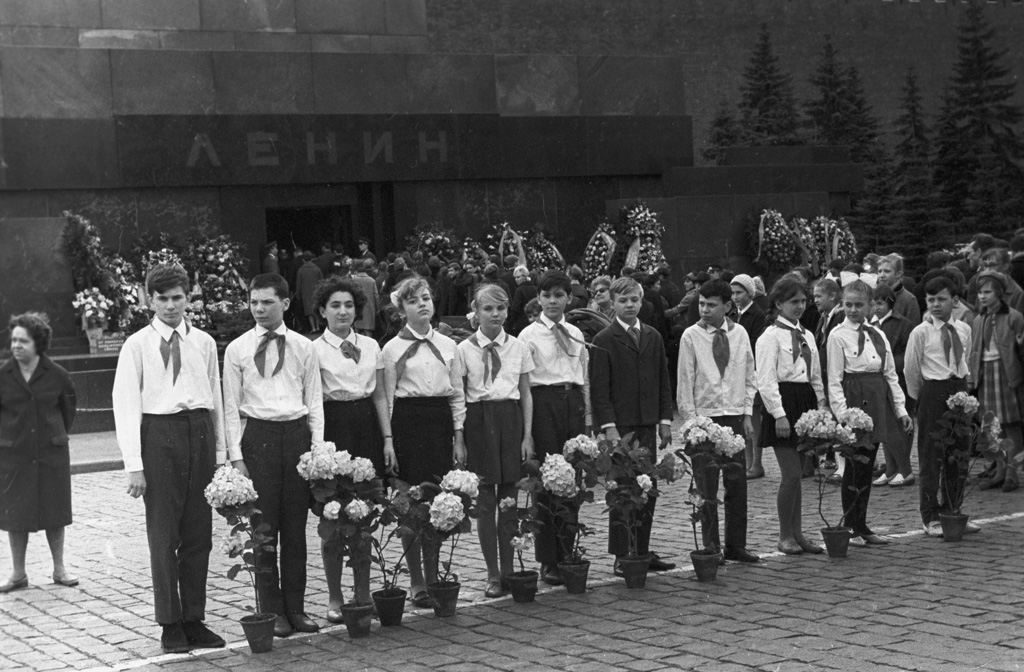
«Піонери біля мавзолею Володимира Леніна». Учні московської школи № 22 під час покладання квітів до пам'яті Володимира Леніна в день 98-ї річниці з дня народження Леніна.
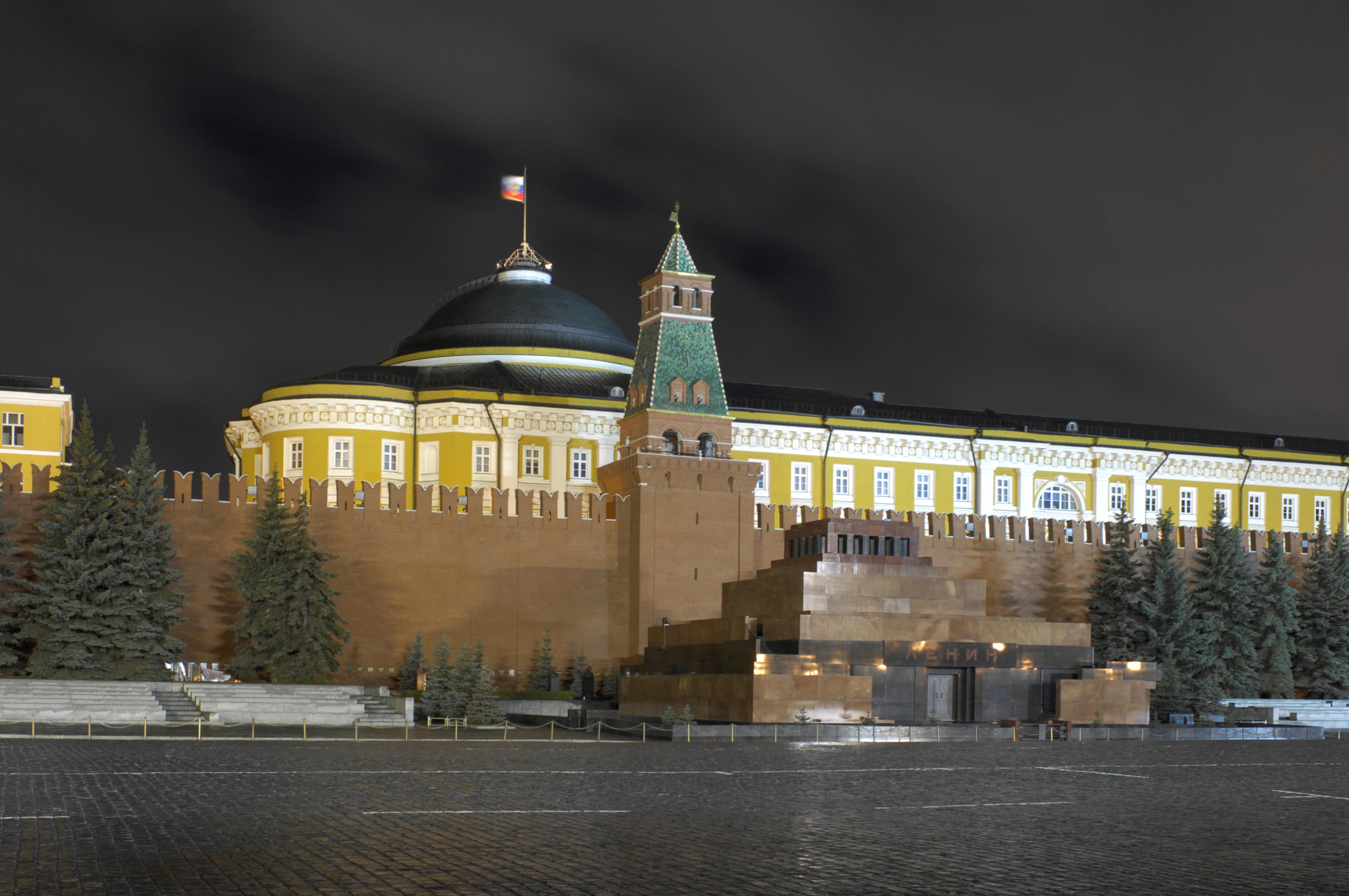
Нічний вид на Сенатський палац в кремлі, Сенатську вежу кремля та Мавзолей Леніна на Красній площі

### З 1991 року
З 1991 року Кремль є резиденцією Президента Росії. У 1993—1994 роках було заново збудовано Красний ганок Грановитої палати, з 1994 по 1998 роких — Андріївський та Олександрівський зали Великого Кремлівського палацу. 1995 року в Тайницькому саду було демонтовано пам'ятник В. І. Леніну (пам'ятник був спочатку перевезений до «Парк мистецтв», пізніше — до Ленінських Гірок). З 1992 по 1996 роки відбулася реставрація Сенатського палацу.
У 1996—2000 роках було проведено реставрацію кремлівських стін та веж.
2001 року розпочався ремонт 14-го корпусу Кремля на Іванівській площі. До 2011 року всі служби адміністрації президента було переведено на Стару площу. Інтер'єр кабінету Б. М. Єльцина був перевезений до Президентського центру його імені до Єкатеринбурга.
У липні 2014 року Президент Росії В. В. Путін виступив з пропозицією не реставрувати 14-й корпус, що не представляє архітектурної та історичної цінності, а відтворити історичну подобу Московського Кремля і відновити на цьому місці стародавні монастирі — Чудов і Вознесенський.
Весною 2016 року будівля 14-го корпусу була повністю демонтована. Вперше відкрилися можливості для масштабного археологічного вивчення Кремлівського пагорба.

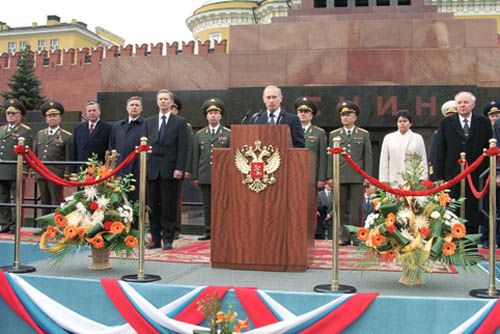
Володимир Путін перед Мавзолеєм Леніна. Москва, Красна площа. Виступ перед учасниками військового параду
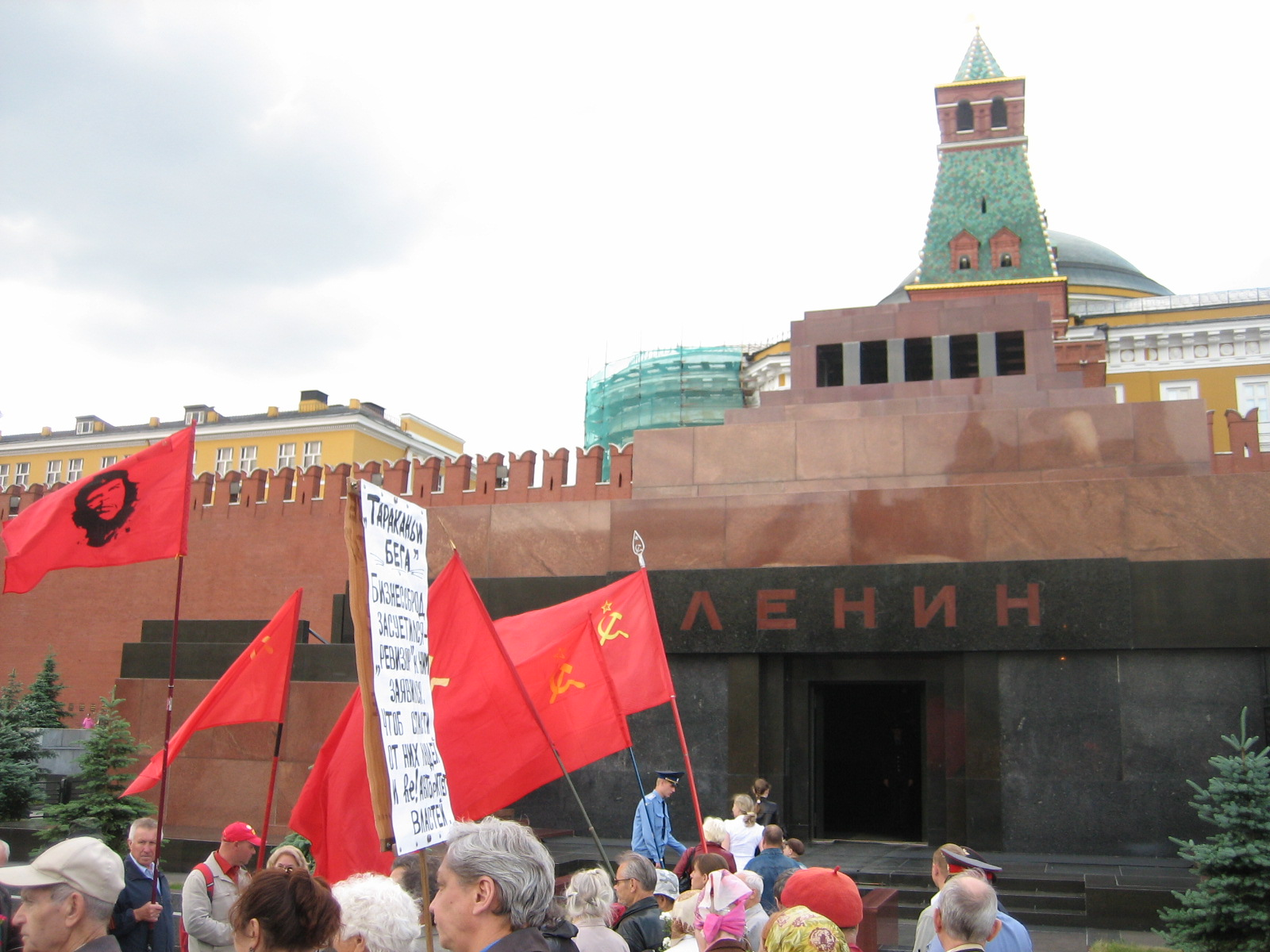
Російська комуністична партія на акції перед Мавзолеєм Леніна, Москва. Фото 2009 року
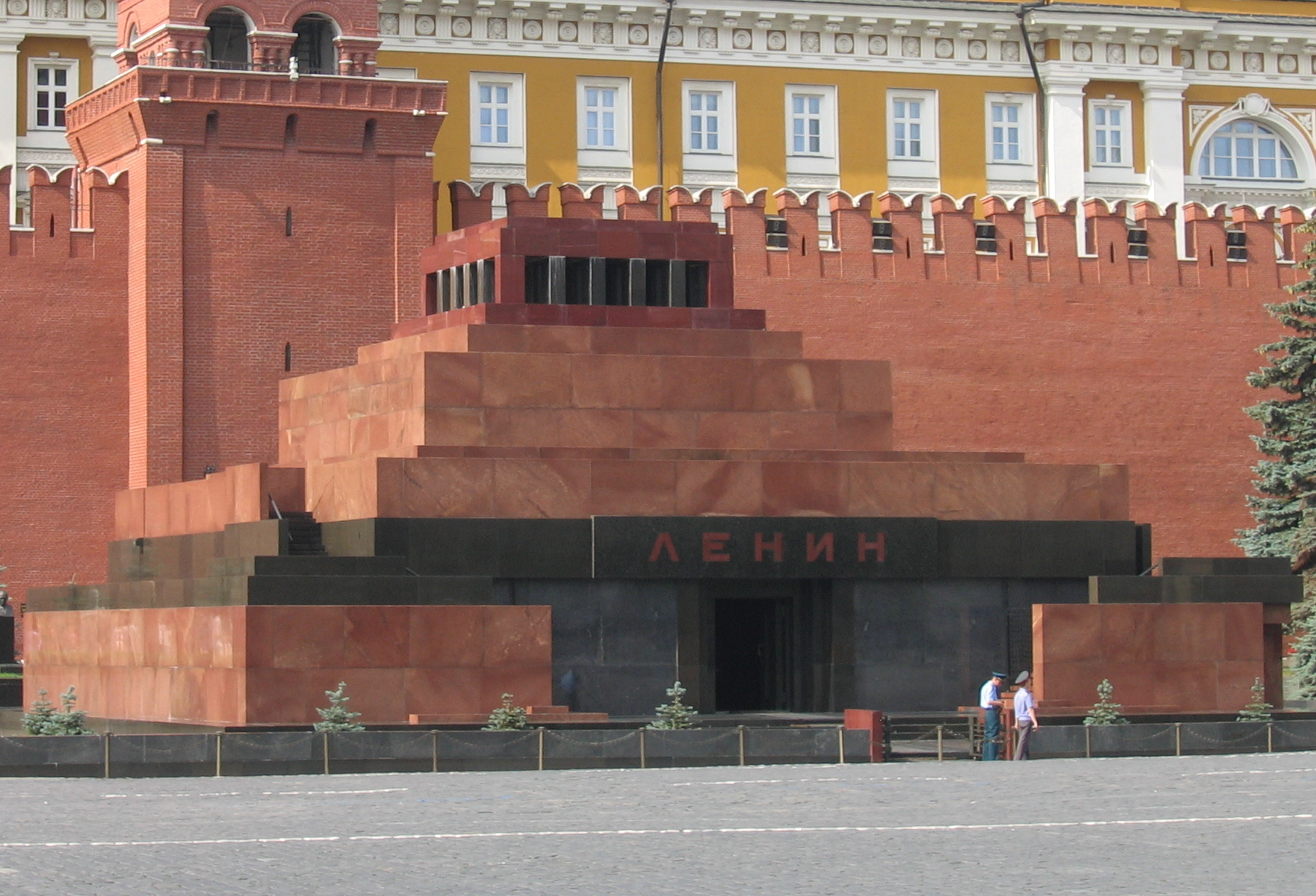
Мавзолеї Леніна в Москві біли Кремлівської стіни. Фото 2006 року
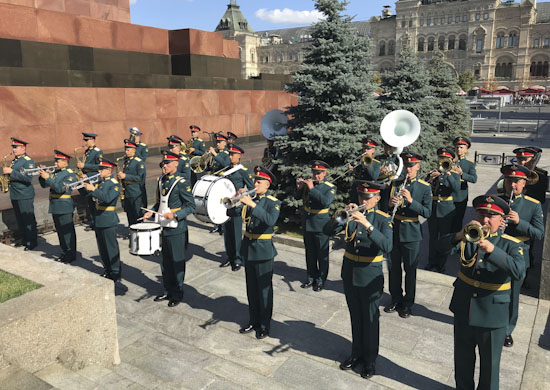
Оркестр 154-го Преображенського полку біля Мавзолею Леніна. Фото 2018 року

30 вересня 2022 у центрі Москви відбувся концерт на підтримку «приєднання» південного сходу України до Росії на якому російський актор Іван Охлобистін закликав до «священної війни» та використав вигук опричників Івана Грозного «Гойда!».

Охлобистін 30 вересня 2022

3 травня 2023 року на Московський кремль було здійснено атаку безпілотниками Україні. При цьому ніхто не постраждав.

## Архітектура

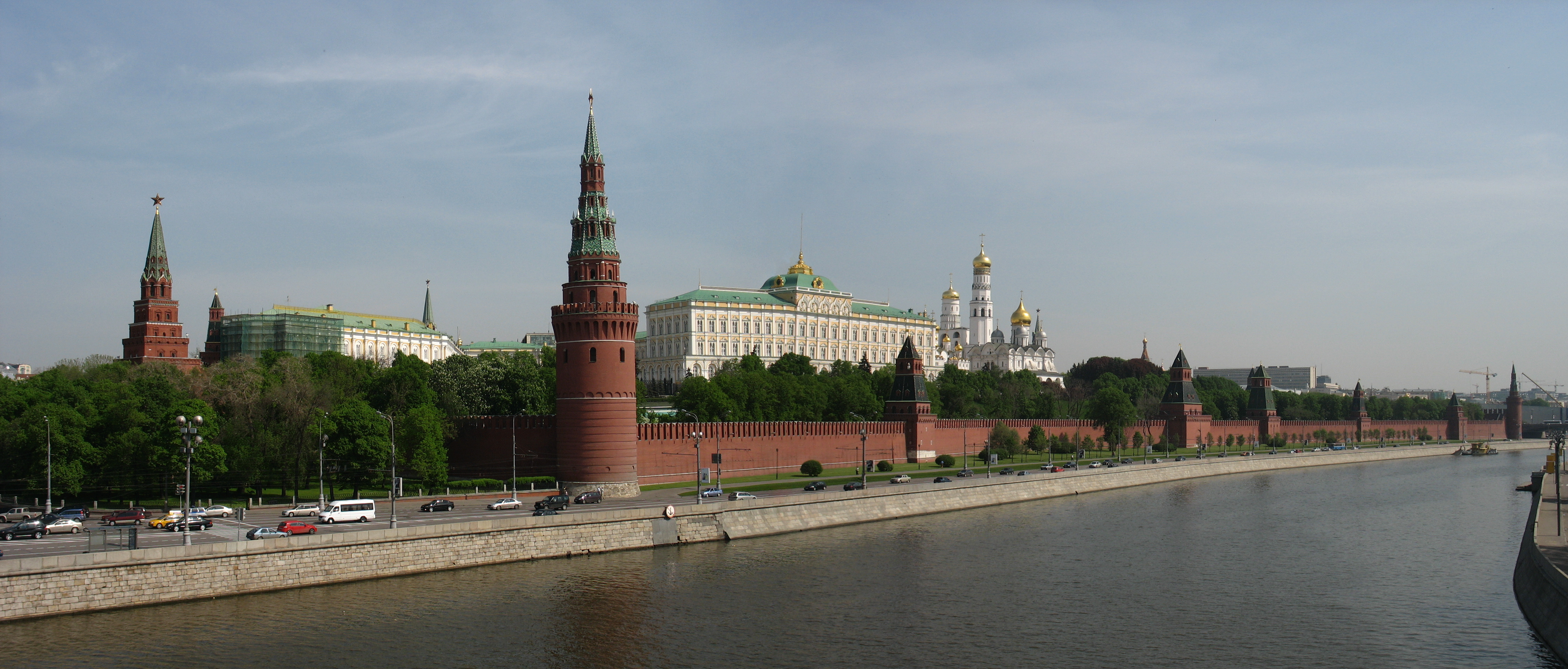
Панорама Московського кремля
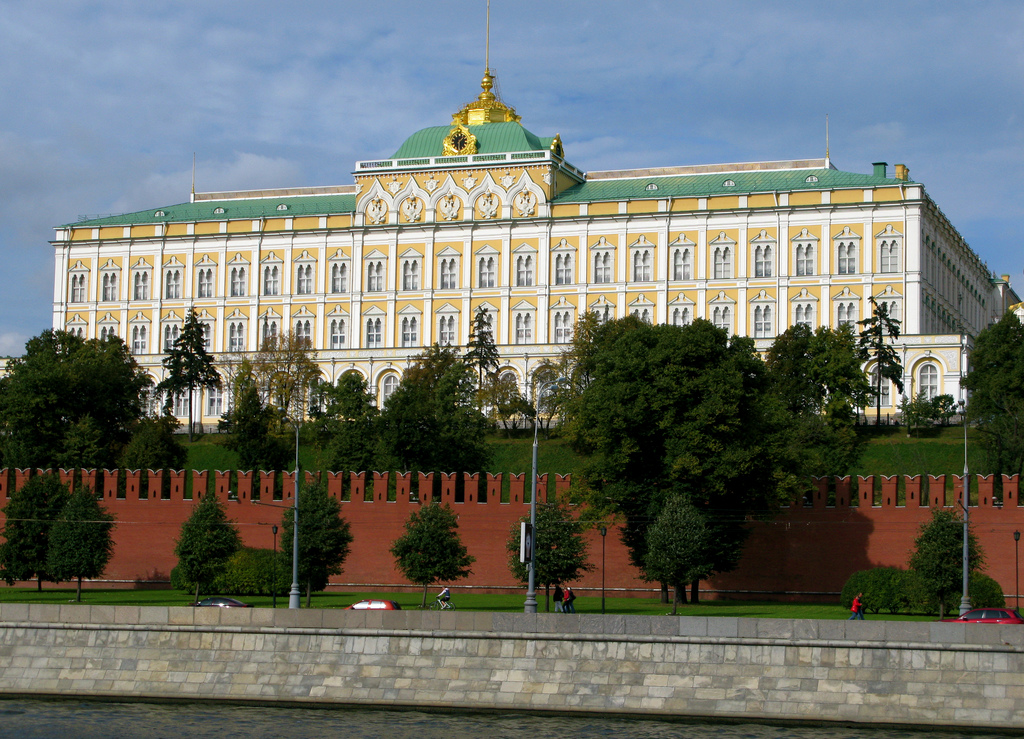
Великий Кремлівський палац
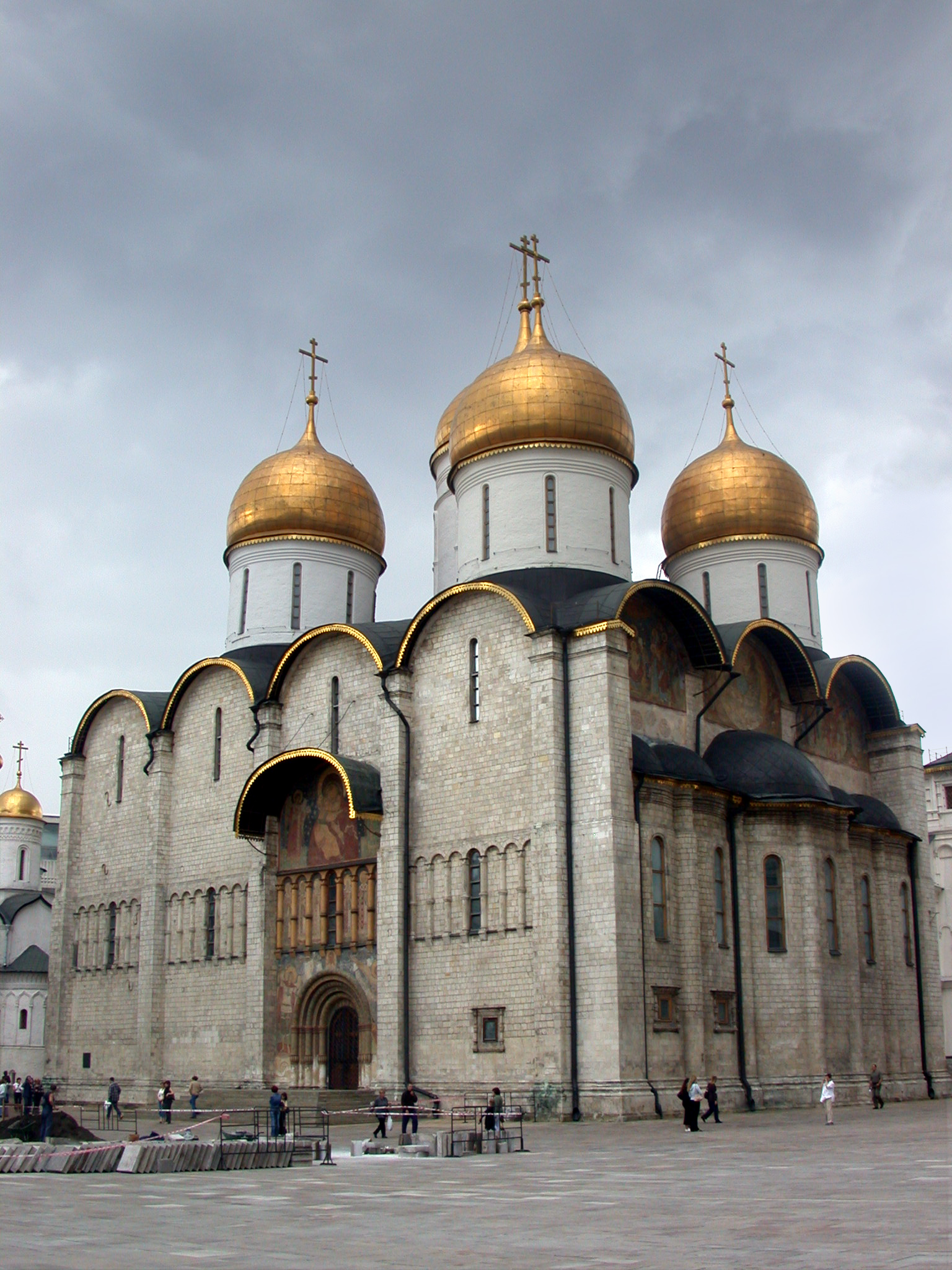
Успенський собор
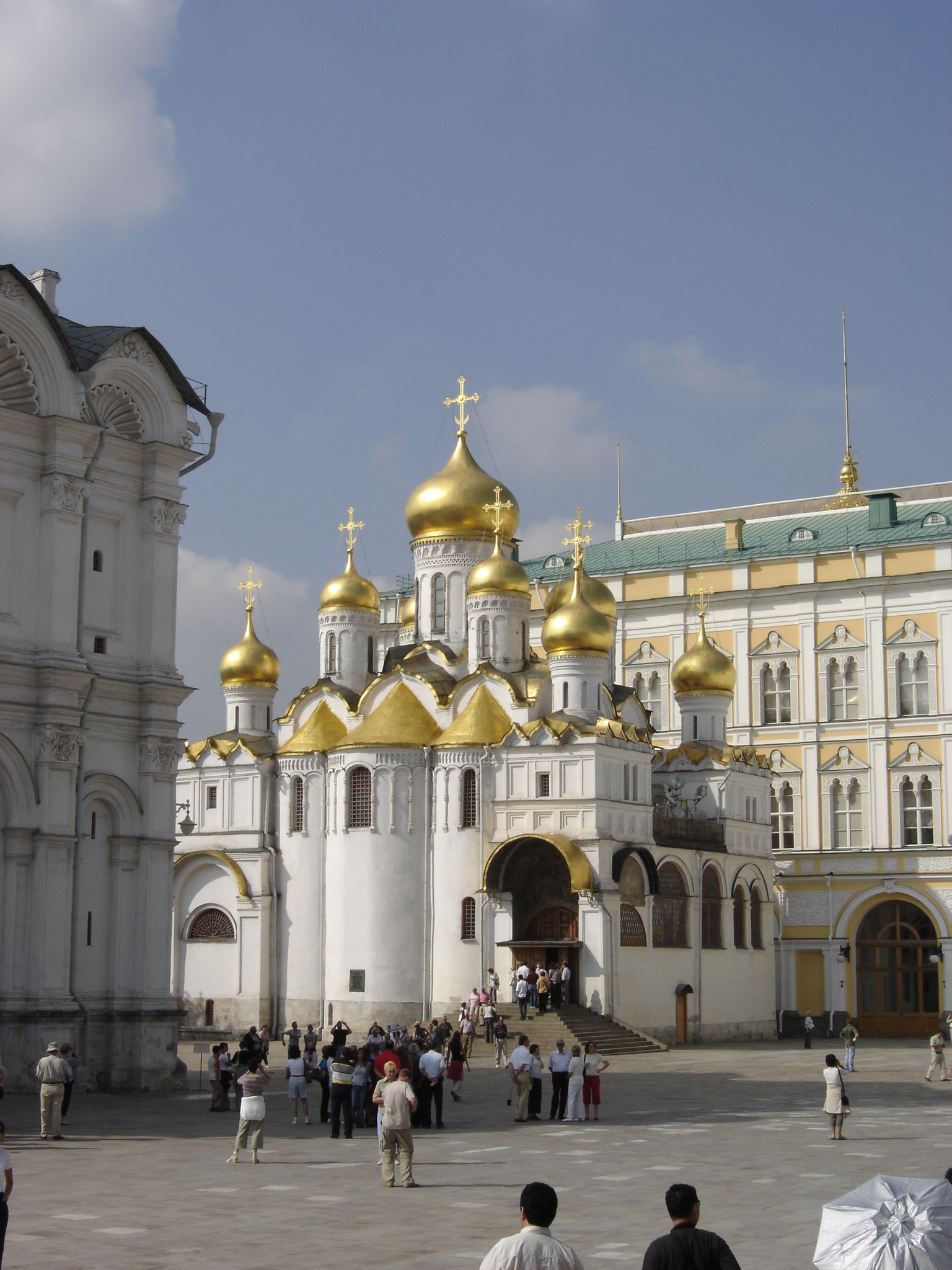
Благовіщенський собор
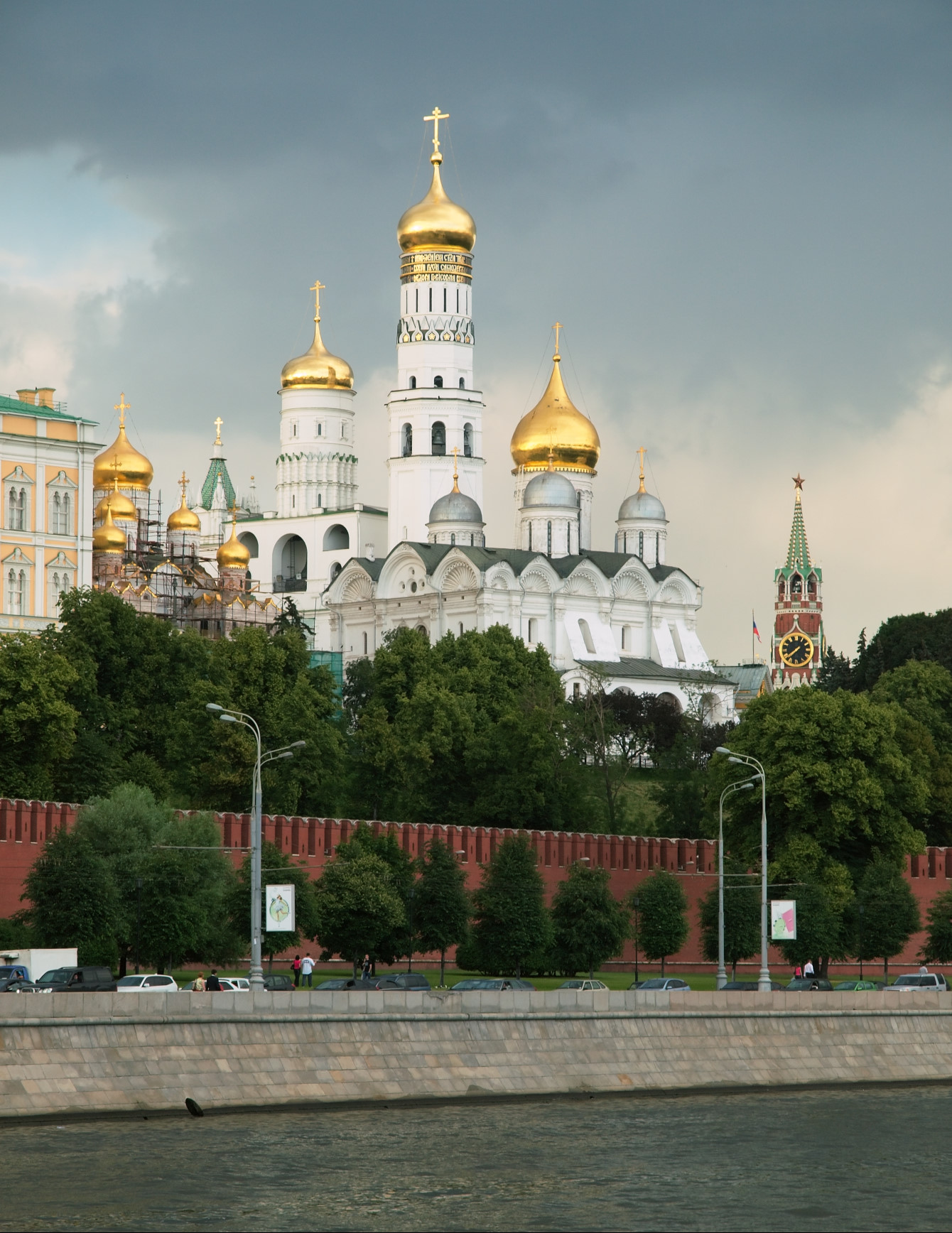
Вид на дзвіницю Івана Великого й Архангельський собор

### Вежі укріпленої стіни Московського кремля

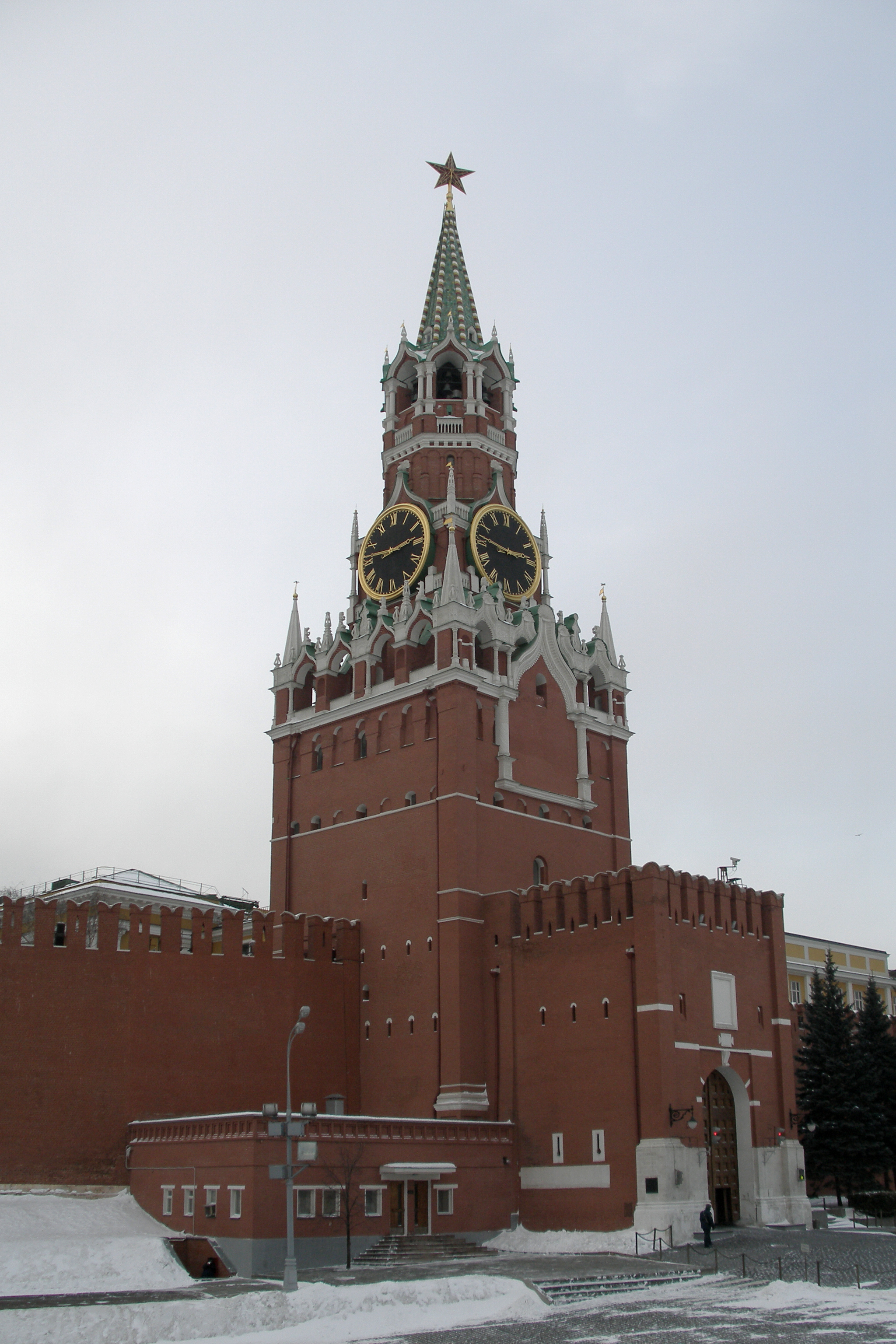
Спаська вежа

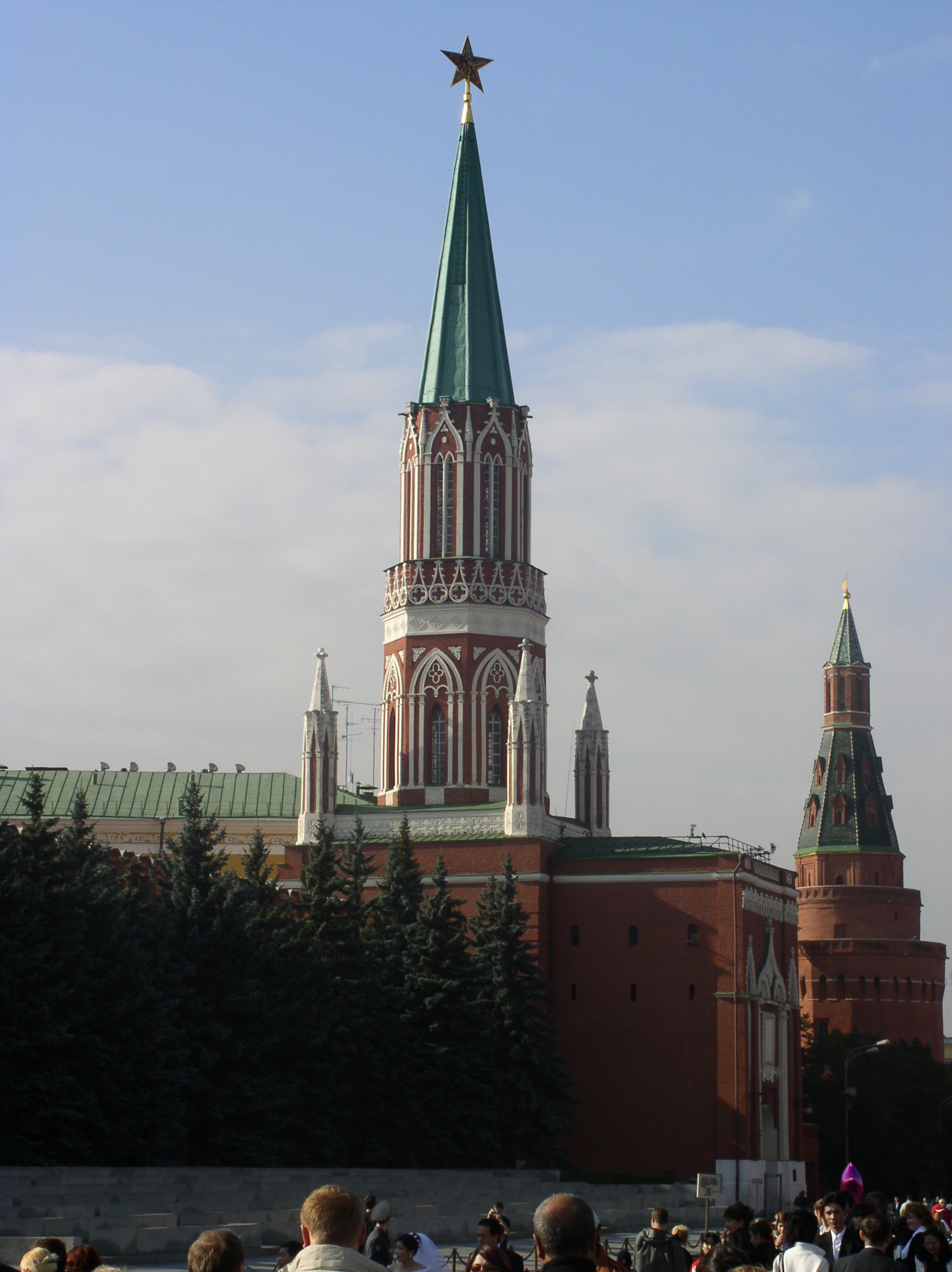
Нікольська і Наріжна Арсенальна вежі

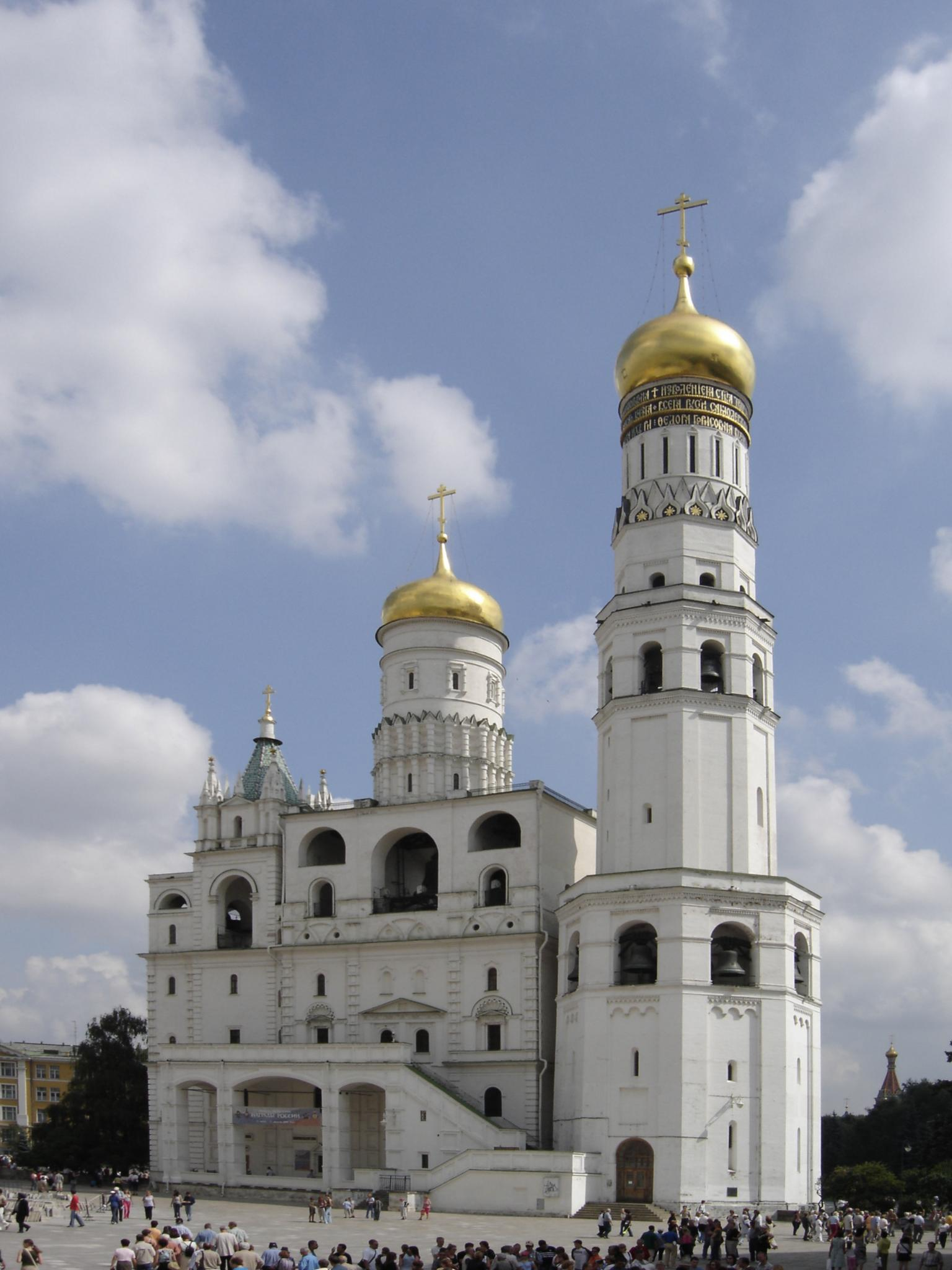
Дзвіниця Івана Великого

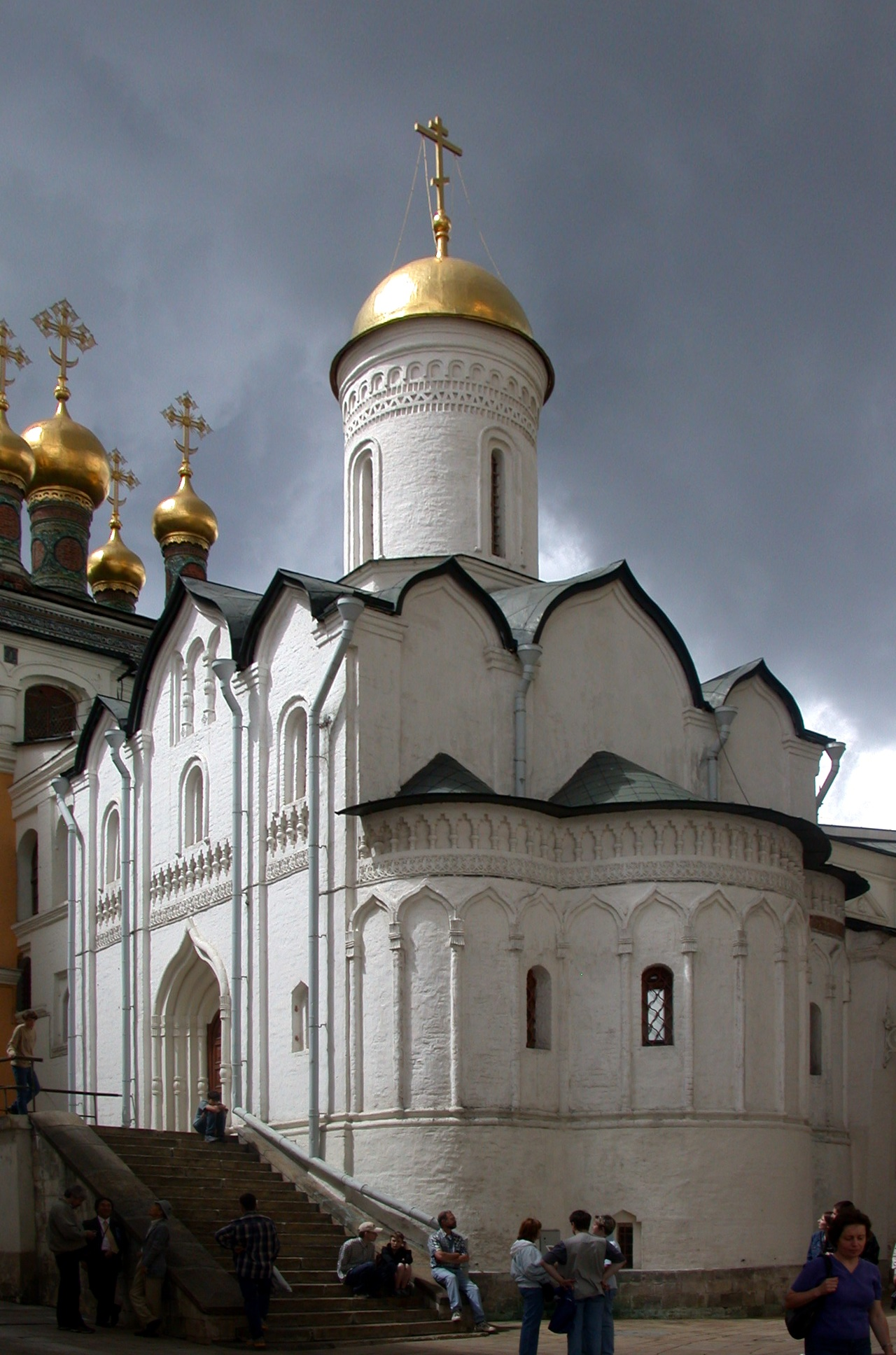
Церква Ризоположення (Московський Кремль)

Уздовж стін розташовано 20 веж. Три вежі, що стоять у кутках трикутника, мають круглий перетин, інші — квадратний. Найвища вежа — Троїцька, висотою 80 м.
Більшість веж виконані в єдиному архітектурному стилі, наданому їм у другій половині XVII століття. Із загального ансамблю виділяється Нікольська башта, яка на початку XIX століття була перебудована в готичному стилі.
- Водозвідна — наріжна вежа, стоїть біля річки Москви, також називалася Свібловою.
- Боровицька — проїзна вежа, отримала назву за колишнім Боровицьким пагорбом. Вхід до Кремля для вищих посадових осіб.
- Комендантська — первісно йменовалася Колимажною, потім Глухою, сучасну назву отримала в XIX столітті.
- Оружейна — названа за розташованою поряд Оружейною палатою
- Троїцька — проїзна вежа, з'єднана Троїцьким мостом з Кутаф'єю вежею. Основний вхід до Кремля для більшості відвідувачів.
- Кутаф'я — вежа, що за конструкцією є барбаканом, або передовим укріпленням.
- Середня Арсенальна — історично називалася Граненою, сучасну назву отримала в XVIII столітті після побудови будівлі Арсеналу.
- Наріжна Арсенальна — сучасну назву отримала в XVIII столітті, доти іменувалася Собакіна.
- Нікольська
- Сенатська — розташована одразу за Мавзолеєм, назву отримала за будівлею Сенату.
- Спаська — проїзна вежа з курантами, найвідоміша з кремлівських веж, один із символів Москви. Первісна назва — Фролівська, на честь церкви Фрола (Флора).
- Царська — маленька вежечка або альтанка, встановлена на стіні між Спаською і Набатною вежею. Наймолодша серед кремлівських веж.
- Набатна
- Константино-Єленинська — названа на честь церкви Костянтина і Олени. Колись була проїзною.
- Беклемішевська — наріжна вежа, що стоїть біля річки Москви, через що називається ще Москворіцькою. Названа на честь боярина Беклемішева.
- Петрівська
- Друга Безіменна
- Перша Безіменна
- Тайницька
- Благовіщенська — названа на честь Благовіщенського собору

### Собори Московського кремля
- Успенський собор
- Благовіщенський собор
- Архангельський собор
- Церква Різдва Богородиці на Сінях

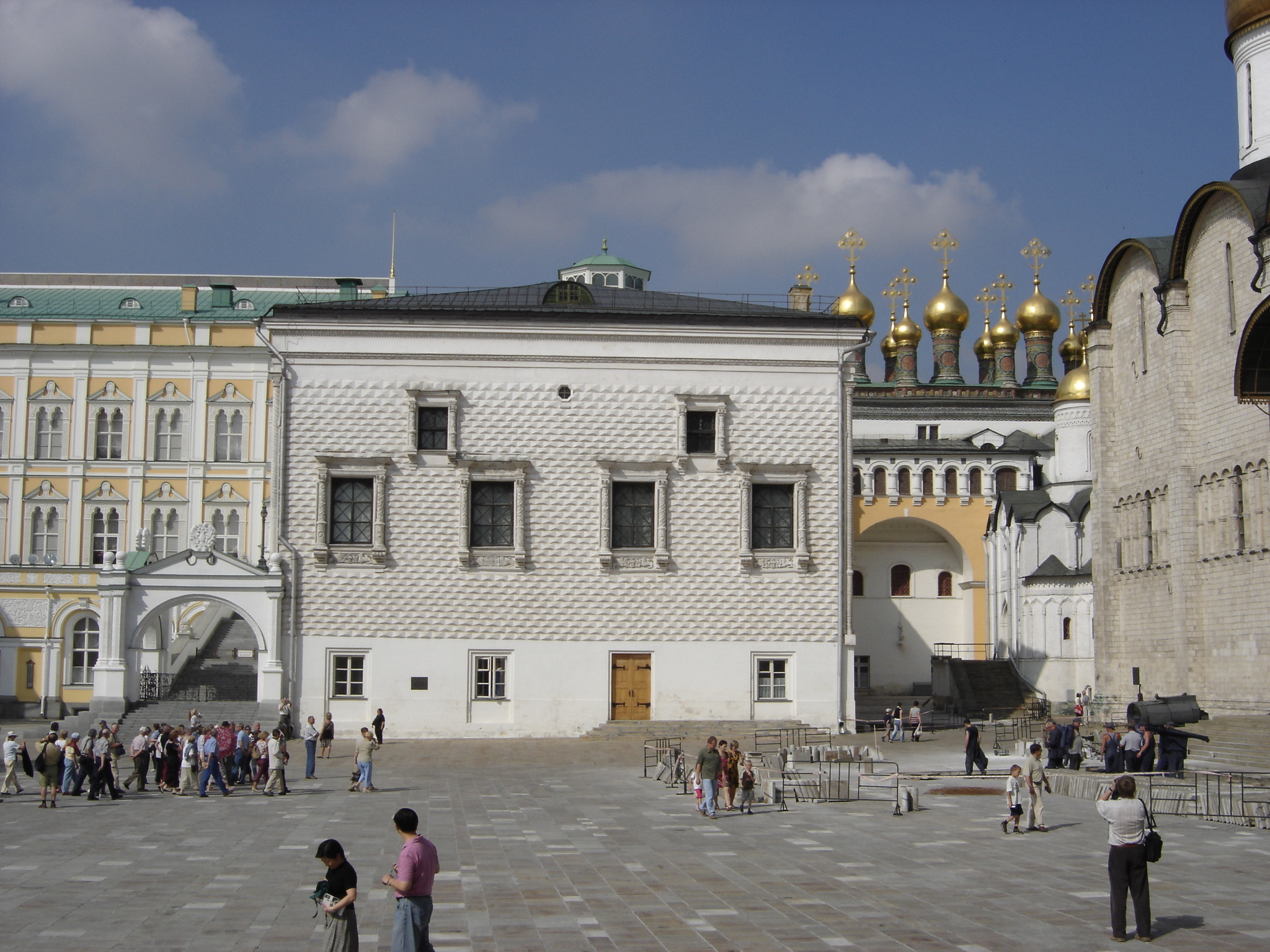
Гранатовитий палац

- Дзвіниця Івана Великого (храм преподобного Іоанна Лествичника)
- Храм Положення ризи Божої Матері у Влахерні
- Патріарший палац і собор Дванадцяти Апостолів
- Верхоспаський собор і теремні церкви

### Адміністративні будівлі і музеї
- Сенатський палац
- Великий Кремлівський палац
- Адміністративний корпус (14-й корпус)
- Арсенал (Цейхгауз)
- Потішний палац
- Кремлівський палац з'їздів
- Теремний палац
- Оружейна палата
- Грановита палата
- Церква Різдва Богородиці на Сінях
- Золота царицина палата

### Площі і сади Московського Кремля
- Іванівська площа
- Сенатська площа
- Соборна площа
- Тайницький сад
- Великий кремлівський сквер

## Державний історико-культурний музей-заповідник «Московський кремль»
Датою заснування музею прийнято вважати 10 березня 1806 року. Цього дня імператор Олександр I підписав указ «Про правила управління і збереження в порядку і цілості цінностей», що перебували в Майстровій і Збройовій палаті, який завершив початий ще Петром I процес перетворення царських сховищ і майстерень у музей.
Збройова палата стала першим в Москві загальнодоступним музеєм, діяльність якого вписала значущу сторінку в історію музейної справи всієї Росії. ‎
На території Московського кремля склався унікальний музейний комплекс. У його склад, окрім Оружейної палати, увійшли Успенський, Архангельський і Благовіщенський собори, церква Положення ризи Богородиці, ансамбль дзвіниці Івана Великого і Патріарший палац XVII сторіччя.
У 1991 році під потреби музею-заповідника виділили садибу градоначальника Гедіонова на Манежній вулиці і дві ділянки на Боровицькому майдані — поляна навпроти дому Пашкова і квартал в Лебединому провулку.
Загальна площа музею-заповідника «Московський кремль» — 15831,34 м²; експозиційна — 4127,8 м²; фондова — 1262,25 м². Це музейне зібрання світового значення об'єднує пам'ятники російської архітектури XIV—XIX ст., монументального живопису XV—XVIII ст., станкового живопису XI—XIX ст., староруського, західноєвропейського і східного прикладного мистецтва XII — початку XX ст., археологічну колекцію, друкарські, рукописні і графічні матеріали. Серед інших коштовностей музей експонує державні регалії Росії з XIII по XX століття.
У жовтні 1991 року був документально підтверджений унікальний характер кремлівського музейного комплексу, який отримав статус Державного історико-культурного музею-заповідника «Московський Кремль» і був включений в число особливо цінних об'єктів національного надбання. Музей є пам'ятник федерального значення і входить у список Всесвітньої культурної і природної спадщини ЮНЕСКО.
Серед численних експонатів московського кремля є і так звана «Мазепина гармата», яку зробив український ливар Карпо Балашевич 1705 року в Глухові. На стволі гармати вміщений герб гетьмана Івана Мазепи, так само як і на лафеті, що був зроблений пізніше, 1835 року.
| | \| «Из работ украинского мастера пушечного литья XVII века Карпа Балашевича в Кремле имеется пушка «Лев», отлитая в городе Глухове в 1705 году. На казенной части ствола латинская надпись и литой герб гетмана Малороссии Ивана Мазепы, окруженный буквами «А.Е.Г.И.М.В.Ц.Б.З.», которые обозначают начальные буквы слов его полного титула. Калибр 125 мм, вес 3 тыс. кг, общая длина ствола 3 890 мм. Пушка покоится на декоративном чугунном лафете, выполненном в 1835 г., у западного фасада Арсенала, с левой стороны от входной арки \|. |
| «Из работ украинского мастера пушечного литья XVII века Карпа Балашевича в Кремле имеется пушка «Лев», отлитая в городе Глухове в 1705 году. На казенной части ствола латинская надпись и литой герб гетмана Малороссии Ивана Мазепы, окруженный буквами «А.Е.Г.И.М.В.Ц.Б.З.», которые обозначают начальные буквы слов его полного титула. Калибр 125 мм, вес 3 тыс. кг, общая длина ствола 3 890 мм. Пушка покоится на декоративном чугунном лафете, выполненном в 1835 г., у западного фасада Арсенала, с левой стороны от входной арки | |

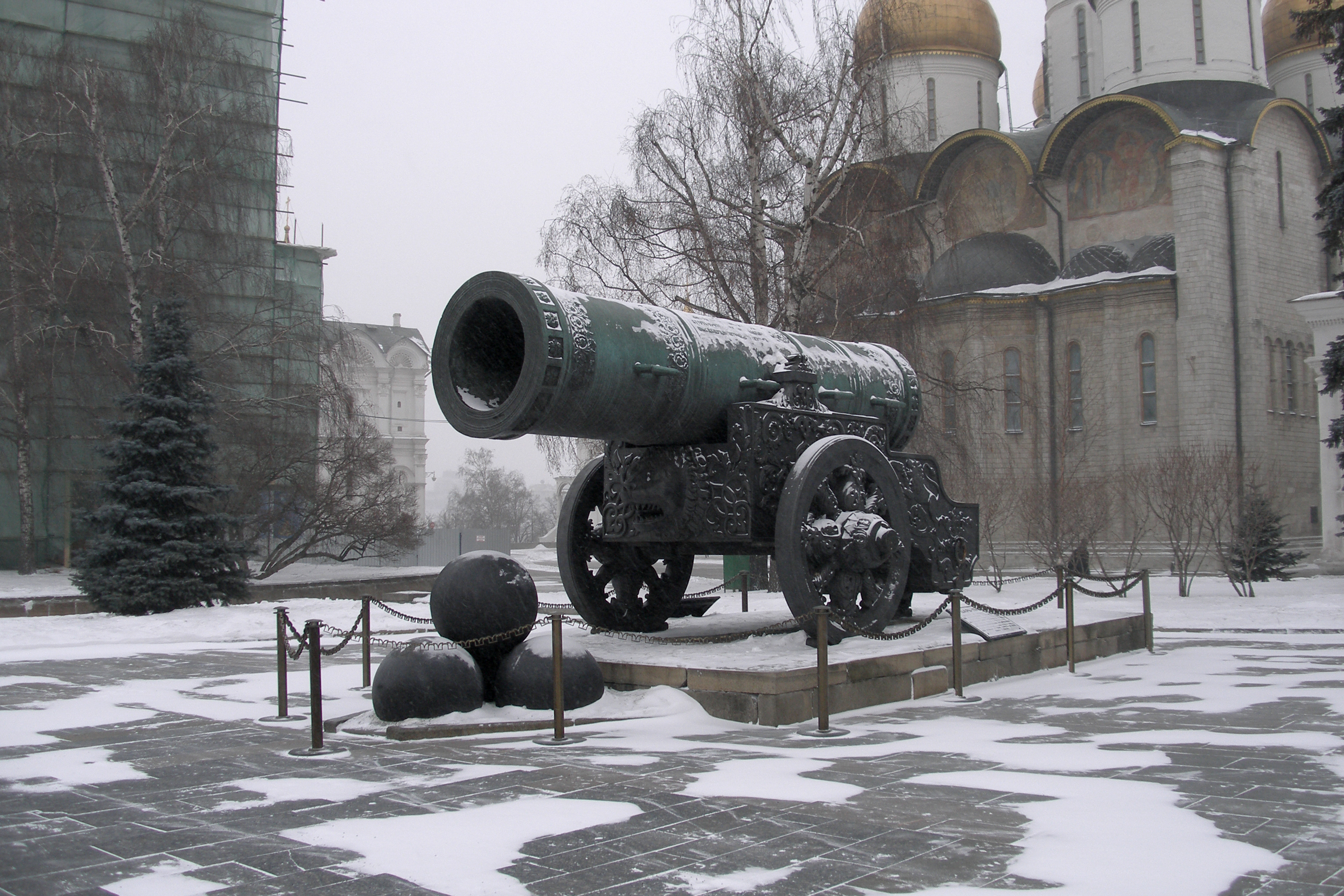
Цар-гармата
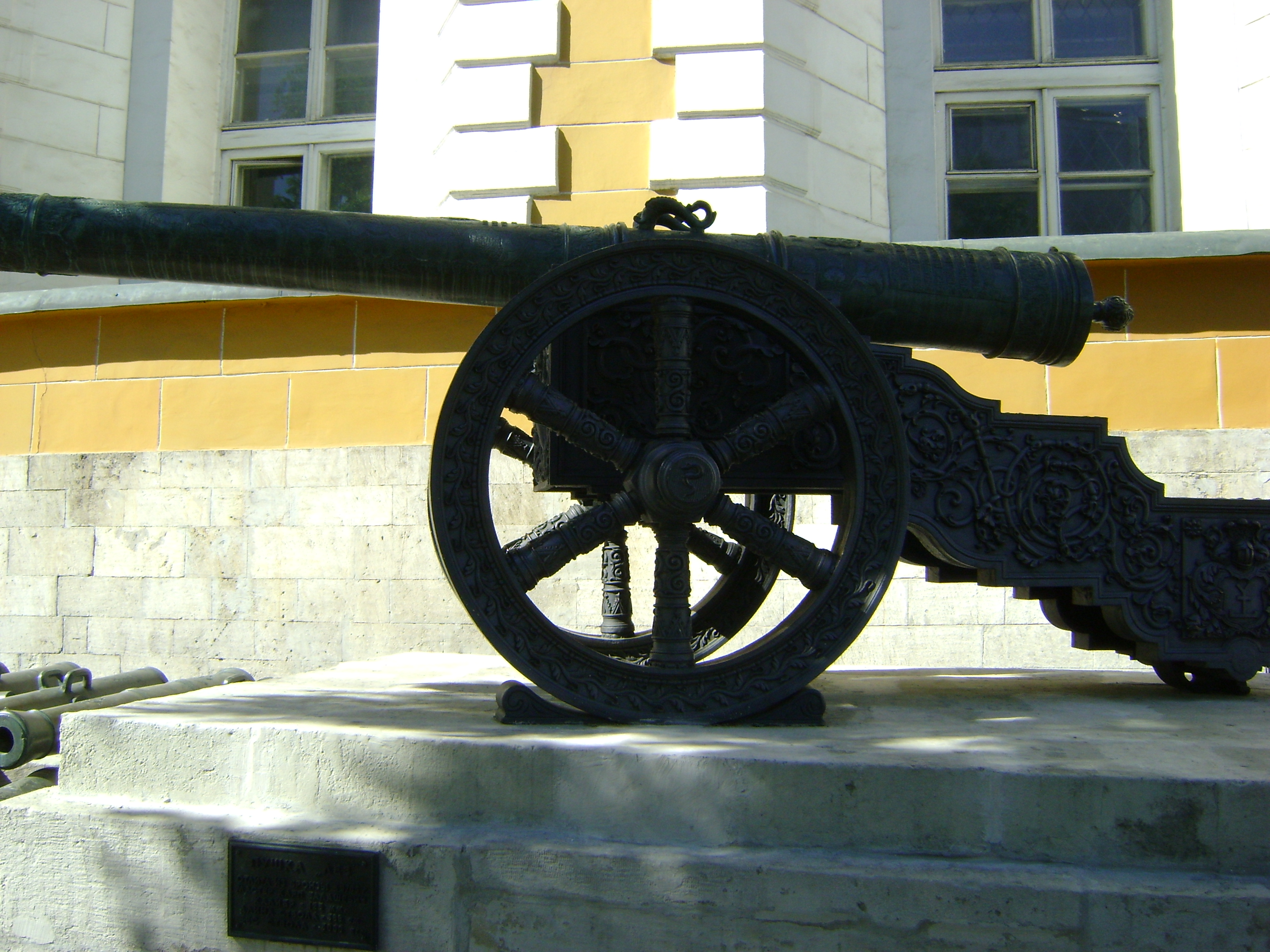
Мазепина гармата у Кремлі.
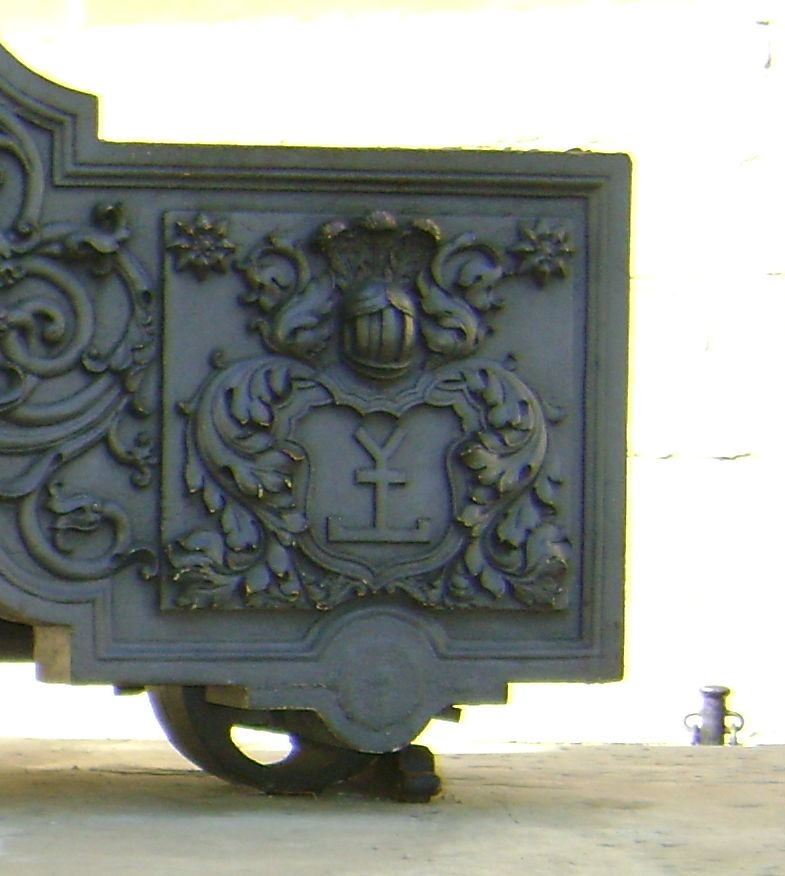
Герб Мазепи на лафеті гармати.

У виданій у 1974—1985 рр. «Українській радянській енциклопедії» коротко описано історію Московського Кремля, згадано деякі вежі (Спаську, Боровицьку, Беклемішевську, Комендантську й Оружейну) й три собори (Успенський, Благовіщенський і Архангельський), деякі інші споруди, Цар-дзвін і Цар-гармату. Окремо згадуються радянські новоділи, такі як будинок Президії Верховної Ради СРСР, Кремлівський Палац з'їздів, пам'ятник Леніну, а також перелічені деякі події радянського часу, пов'язані з Кремлем (участь В. І. Леніна в суботнику 1 травня 1920 р., з'їзди КПРС, ВЛКСМ, профспілок, сесії Верховної Ради СРСР, РРФСР, урочисті засідання, робота в Кремлі Президії Верховної Ради СРСР та Ради Міністрів СРСР).